# Schottland
Schottland (englisch/Scots Scotland [ˈskɔtlənd], schottisch-gälisch Alba [ˈal̪ˠapə] anhörenⓘ, lateinisch Caledonia oder Scotia) ist ein weitgehend autonomer Landesteil des Vereinigten Königreichs Großbritannien und Nordirland. Schottland besteht aus dem nördlichen Drittel der größten europäischen Insel Großbritannien sowie mehreren Inselgruppen und hat etwa 5,5 Millionen Einwohner. Die schottische Hauptstadt ist seit 1437 Edinburgh (vorher Perth).
Das Königreich Schottland und das Königreich England wurden ab 1603 in Personalunion regiert. 1707 wurden die beiden Staaten zum Königreich Großbritannien vereinigt. Durch den Zusammenschluss mit dem Königreich Irland entstand 1801 das Vereinigte Königreich Großbritannien und Irland.
In den letzten Jahrzehnten ist in Schottland eine starke Bewegung für eine Auflösung der Union mit England und damit die Abspaltung vom Vereinigten Königreich entstanden. Das Land hat bereits durch den Prozess der innerbritischen Devolution weitgehend Autonomiestatus innerhalb des Vereinigten Königreichs. Bei einer Volksabstimmung im September 2014 entschied sich eine knappe Mehrheit der Wähler für einen Verbleib im Vereinigten Königreich. 

## Etymologie
Scotland kommt von Scoti, dem lateinischen Namen für die Gälen. Die weitere Herkunft ist unsicher, einer der Vorschläge ist eine Verwandtschaft mit dem altgriechischen skotos (σκότος) = dunkel. Das lateinische Wort Scotia (Land der Gälen) wurde ursprünglich für Irland verwendet. Spätestens ab dem 11. Jahrhundert wurde Scotia im Gälisch sprechenden Schottland nördlich des Flusses Forth als Bezeichnung für Schottland gebraucht, neben Albania oder Albany, die beide von der gälischen Entsprechung Alba abstammten. Seit dem Spätmittelalter wird mit dem Gebrauch der Wörter Scots und Scotland allgemein alles aus Schottland umfasst.

## Geographie

Übersichtskarte Schottlands,
(topographische Karte)

Schottland umfasst das nördliche Drittel der Insel Großbritannien und hat eine Fläche von rund 78.000 km². Südlich grenzt es zwischen dem Solway Firth im Westen und dem Fluss Tweed an der Ostküste auf 154 km an England. Es teilt sich in drei geografische Regionen auf: die Highlands, die Central Lowlands und die Southern Uplands. Der höchste Berg Schottlands (und ganz Großbritanniens) ist der 1345 m hohe Ben Nevis bei Fort William. Er gehört zu den sogenannten Munros.
Der südlichste Punkt des schottischen Festlands liegt bei 54 Grad 38' auf der Halbinsel Mull of Galloway, der nördlichste bei Dunnet Head auf 58 Grad 40' nördlicher Breite. Damit liegt der südlichste Festlandsteil Schottlands auf derselben geographischen Breite wie z. B. die deutsche, in der Nordsee gelegene Hallig Langeneß, der nördlichste auf Höhe von Südnorwegen. Insgesamt liegt Schottland im Wesentlichen aber auf derselben geographischen Breite wie Dänemark.
Der längste Fluss Schottlands ist der Tay mit einer Länge von 193 Kilometern. Weitere große Flüsse sind Spey, Clyde, Dee und Don.
Durch die zerklüftete Landschaft der Highlands entstanden viele Seen und teils tief eingeschnittene Meeresarme, die in Schottland als Loch bezeichnet werden. Die bekanntesten Beispiele sind der Loch Ness und der Loch Lomond.
Schottland westlich vorgelagert ist die Inselgruppe der Hebriden, die deutlich getrennt sind in die Gruppen der Inneren und der Äußeren Hebriden. Nördlich von Schottland liegen die Inselgruppen der Orkney-Inseln und deutlich weiter entfernt die Shetland-Inseln.
Bevölkerungsschwerpunkt ist der Central Belt zwischen Edinburgh und Glasgow.

### Klima
Das Klima in Schottland ist gemäßigt mit tendenziell sehr unbeständigem Wetter. In den Atlantikregionen wird es durch den Golfstrom erwärmt. Die Temperaturen sind niedriger als im Rest Großbritanniens, was sich aus der nördlicheren Lage ergibt. Schottlands Hochmoore erreichten im Januar 1982 mit ca. −27,2 °C bei Braemar in den Grampian Mountains die tiefsten Temperaturen, die jemals in Großbritannien gemessen wurden. Die Sommertemperaturen liegen um etwa 18 °C. Die höchste gemessene Temperatur wurde am 9. August 2003 mit 32,9 °C in Greycrook an der Region Scottish Borders aufgezeichnet. Allgemein ist der Westen wärmer als der Osten Schottlands, da durch den Golfstrom das Wasser des Atlantiks wärmer als das der Nordsee ist. Die Western Highlands sind mit 3000 mm jährlichem Niederschlag am regenreichsten. Im Winter ist nur in den Höhenlagen regelmäßig mit Schneefall zu rechnen.

### Fauna
Schottlands Wildnis ist typisch für den Nordwesten Europas, obwohl einige der größeren Säugetiere wie der Luchs, der Braunbär, der Wolf, der Elch und das Walross in historischen Zeiten bis zum Aussterben gejagt wurden. Es gibt wichtige Populationen von Robben und international bedeutende Nistplätze für eine Vielzahl von Seevögeln, wie beispielsweise Basstölpeln oder Papageientauchern. Der Steinadler ist so etwas wie ein nationales Symbol.
Auf den hohen Berggipfeln sieht man während der Wintermonate manche Arten wie das Alpenschneehuhn mit ihrem weißen Federkleid, den Schneehasen und das Hermelin kann man mit ihrem weißen Winterfell beobachten. Es existieren noch Reste des einheimischen Waldkiefernwaldes und innerhalb dieser Gebiete kann der schottische Kreuzschnabel, die einzige endemische Vogel- und Wirbeltierart Britanniens, neben Auerhuhn, Wildkatze, rotem Eichhörnchen und Baummarder beobachtet werden. Verschiedene Tiere wurden wieder eingeführt, darunter der Seeadler im Jahr 1975, der Rotmilan in den 1980er Jahren, und es gab experimentelle Projekte mit dem Biber und dem Wildschwein.

### Flora
Die Flora des Landes ist vielfältig und umfasst sowohl Laub- und Nadelwald als auch Moor- und Tundra-Arten. Allerdings beeinflusst die groß angelegte kommerzielle Baumpflanzung und die Bewirtschaftung des Lebensraums der Hoch-Heidelandschaft für die Beweidung von Schafen und kommerziellen Sportaktivitäten die Verteilung von einheimischen Pflanzen und Tieren. Im Laufe der schottischen Geschichte sind viele Wälder massiver Abholzung zum Opfer gefallen. Heute liegt ein Großteil des verbliebenen einheimischen kaledonischen Waldes im Cairngorms-Nationalpark und der Rest in 84 Orten in ganz Schottland.
An der Westküste sind noch Reste des früher weit verbreiteten, von Eichen dominierten gemäßigten Regenwalds zu finden („Schottischer Regenwald“), vor allem auf der als National Nature Reserve ausgewiesenen Halbinsel Taynish in Argyll. Der größte Baum Großbritanniens ist eine große Küsten-Tanne, die neben Loch Fyne (Argyll) in den 1870er Jahren gepflanzt wurde. Das Alter der Fortingall Yew, einer Eibe in Perthshire, wird auf bis zu 5000 Jahre geschätzt; sie ist wahrscheinlich außer Old Tjikko das älteste Lebewesen Europas.
Obwohl die Anzahl der nativen Gefäßpflanzen nach Weltnormen niedrig ist, sind Schottlands Moose von beträchtlicher globaler Bedeutung.

## Bevölkerung

### Sprache
In Schottland werden drei Sprachen gesprochen: Englisch, Lowland Scots und Schottisch-Gälisch (englisch: Gaelic; Eigenbezeichnung: Gàidhlig [ˈgɑːlik]). Bis ins 18. Jahrhundert wurde auf den Inseln im Norden Schottlands auch Norn, eine nordgermanische Sprache gesprochen.
Heute sprechen die meisten Schotten Standardenglisch. Das Meldeamt nimmt an, dass 30 Prozent der Bevölkerung daneben fließend Scots (Schottisch) sprechen. Etwas mehr als ein Prozent der Bevölkerung gibt als Muttersprache Schottisch-Gälisch an, eine keltische Sprache, mit dem Irischen verwandt. Nur auf den Äußeren Hebriden gibt es noch eine Schottisch-Gälisch sprechende Mehrheit, was sich auch im offiziellen schottisch-gälischen Namen der Inseln Na h-Eileanan Siar [ˌnaˈhelənən ˈʃa(ː)ɾ] (englisch: the Western Isles; als Wahlkreis Na h-Eileanan an Iar [ˌnaˈhɛlənən ˌaɲˈaɾ]) widerspiegelt. Dennoch beherrschen fast alle Schottisch-Gälisch-Sprecher auch fließend Englisch.
Als König Jakob VI. (englisch: James VI, gälisch: Seumas VI [ˈʃeiːməs]) von Schottland 1603 als Jakob I. den englischen Thron bestieg, wurde am schottischen Hof und im Parlament noch Lowland Scots geschrieben und gesprochen.
Sowohl Englisch als auch Scots werden vom schottischen Parlament als Amtssprachen anerkannt, beide mit demselben Respekt, aber nicht mit derselben Wertigkeit. Schottisch-Gälisch wurde offiziell 2005 durch den „Gaelic Language (Scotland) Act“ anerkannt. Scots wurde offiziell als „regionale Sprache oder Minderheitensprache“ auf Basis der Europäischen Charta der Regional- oder Minderheitensprachen anerkannt, die 2001 vom Vereinigten Königreich ratifiziert und 2003 von der Schottischen Exekutive im Partnerschaftsabkommen („Partnership Agreement“) unterstützt wurde. Das Projekt „Schottisches Wörterbuch“ wird von staatlicher Seite finanziell unterstützt. Die deutsche Sprache gehört zu den zehn am häufigsten in Haushalten gesprochenen Sprachen in Schottland (2011).

### Religion
Die Mehrheit der Bevölkerung ist Konfessionslos. Gemäß dem Zensus 2022 war erstmals der größte Anteil der nicht-konfessionslosen Einwohner (unter 45 Jahre) katholisch.

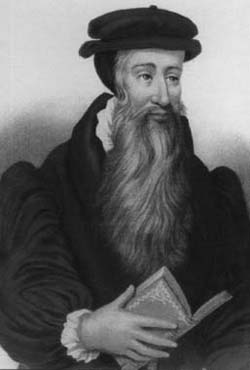
John Knox, der Reformator Schottlands

Der Apostel Andreas ist Nationalheiliger und Schutzpatron des Landes. Jedes Jahr wird ihm zu Ehren am 30. November der St. Andrews Day zelebriert, der ein Nationalfeiertag in Schottland ist. Zudem basiert die Flagge Schottlands auf dem Andreaskreuz (engl. saltire). Historisch betrachtet war Schottland seit der Einführung der Reformation im Jahr 1560 ein protestantisch geprägtes Land. Die schottische Nationalkirche (Church of Scotland, Kirk) folgte dabei einer strikten presbyterianisch-reformierten Theologie und Liturgie, im Gegensatz beispielsweise zur als Episkopalkirche organisierten englischen Church of England, die noch einige katholische Elemente beibehielt. Auch nach Einführung der Reformation verschwand der römisch-katholische Glaube nicht ganz aus Schottland, sondern hielt sich vor allem in abgelegeneren Gegenden der Highlands. Im 19. Jahrhundert nahm die Zahl der Katholiken durch Zuwanderer aus dem benachbarten Irland wieder deutlich zu. Seit der EU-Osterweiterung 2004 kamen erneut zahlreiche Migranten aus katholischen Ländern wie Polen oder Litauen ins Land.
| Verteilung der Religionen in Schottland (gemäß Scotland’s Census 2022) | Verteilung der Religionen in Schottland (gemäß Scotland’s Census 2022) | Verteilung der Religionen in Schottland (gemäß Scotland’s Census 2022) |
| Religion                                                               | Bevölkerungs- anteil                                                   | in %                                                                   |
| ---------------------------------------------------------------------- | ---------------------------------------------------------------------- | ---------------------------------------------------------------------- |
| Church of Scotland                                                     | 1.107.796                                                              | 20,36 %                                                                |
| römisch-katholisch                                                     | 723.322                                                                | 13,30 %                                                                |
| andere Christen                                                        | 279.287                                                                | 5,13 %                                                                 |
| Islam                                                                  | 119.872                                                                | 2,20 %                                                                 |
| Hinduismus                                                             | 29.929                                                                 | 0,55 %                                                                 |
| Buddhismus                                                             | 15.501                                                                 | 0,28 %                                                                 |
| Sikhismus                                                              | 10.988                                                                 | 0,20 %                                                                 |
| Judentum                                                               | 5.847                                                                  | 0,11 %                                                                 |
| Heidentum                                                              | 19.113                                                                 | 0,35 %                                                                 |
| andere Religionen                                                      | 12.425                                                                 | 0,23 %                                                                 |
| bekenntnislos                                                          | 2.780.900                                                              | 51,12 %                                                                |
| keine Antwort                                                          | 334.862                                                                | 6,16 %                                                                 |
| Gesamt                                                                 | 5.439.842                                                              | 100,00 %                                                               |

Auswahl schottischer Kirchen:
- Freikirche von Schottland

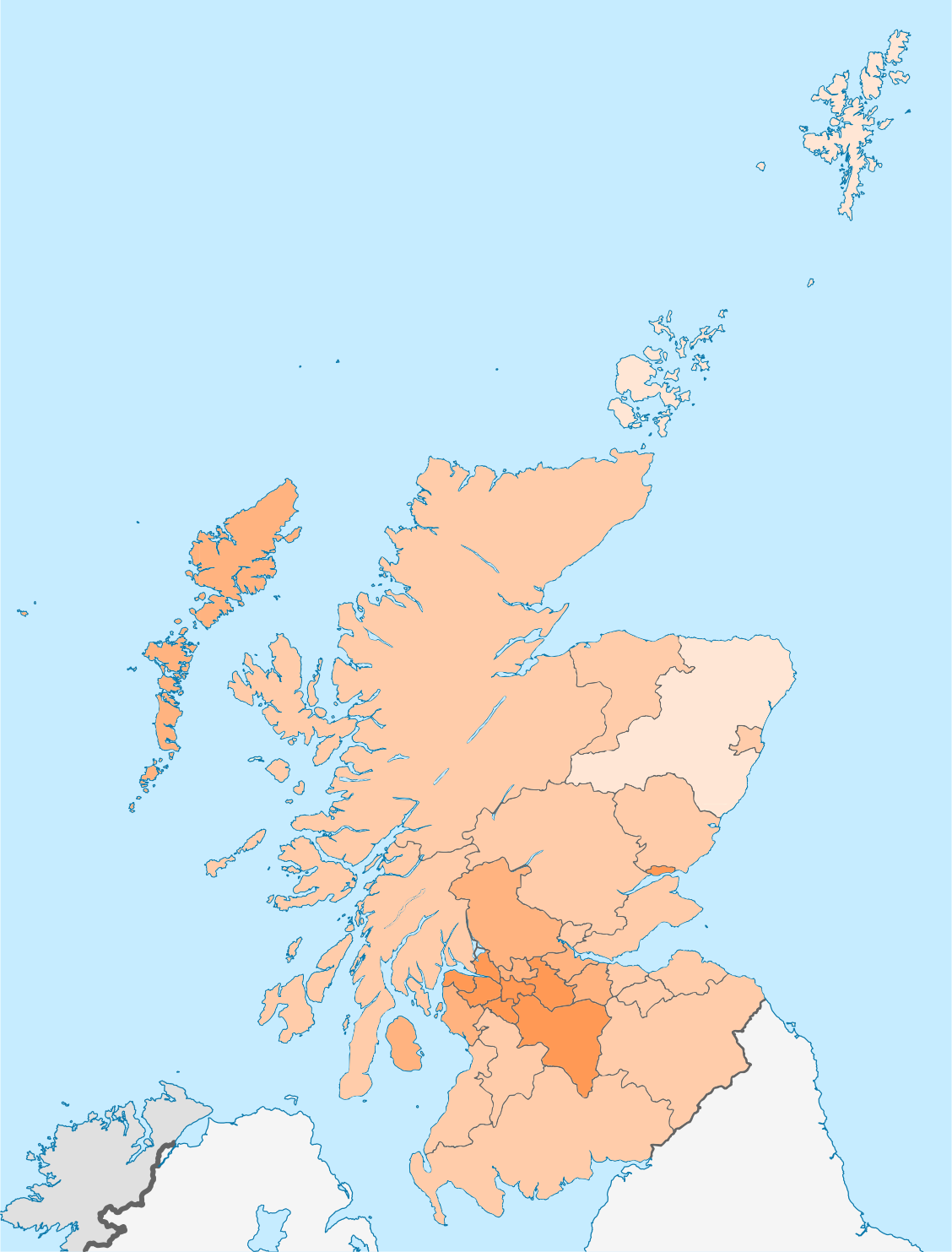
Anteil der Angehörigen der Römisch-Katholischen Kirche nach der Volkszählung 2011:
18 % oder mehr
12–18 %
6–12 %
unter 6 %

- Freie Presbyterianische Kirche Schottlands
- Schottische Episkopalkirche
- Vereinigte Freikirche von Schottland

### Größte Städte
| Größte Städte in Schottland (gemäß Scotland’s Census 2022) |               |                   |           |      |            |                   |           |
| Rang                                                       | Name          | Council area      | Einwohner | Rang | Name       | Council area      | Einwohner |
| 1                                                          | Glasgow       | Glasgow City      | 632.350   | 11   | Kirkcaldy  | Fife              | 50.370    |
| 2                                                          | Edinburgh     | City of Edinburgh | 506.520   | 12   | Inverness  | Highland          | 47.790    |
| 3                                                          | Aberdeen      | Aberdeen City     | 198.590   | 13   | Perth      | Perth and Kinross | 47.350    |
| 4                                                          | Dundee        | Dundee City       | 148.210   | 14   | Kilmarnock | East Ayrshire     | 46.970    |
| 5                                                          | Paisley       | Renfrewshire      | 77.270    | 15   | Ayr        | South Ayrshire    | 46.260    |
| 6                                                          | East Kilbride | South Lanarkshire | 75.310    | 16   | Coatbridge | North Lanarkshire | 43.950    |
| 7                                                          | Livingston    | West Lothian      | 56.840    | 17   | Greenock   | Inverclyde        | 41.280    |
| 8                                                          | Dunfermline   | Fife              | 54.990    | 18   | Glenrothes | Fife              | 38.360    |
| 9                                                          | Hamilton      | South Lanarkshire | 54.480    | 19   | Stirling   | Stirling          | 37.910    |
| 10                                                         | Cumbernauld   | North Lanarkshire | 50.530    | 20   | Airdrie    | North Lanarkshire | 36.390    |

### Bildung

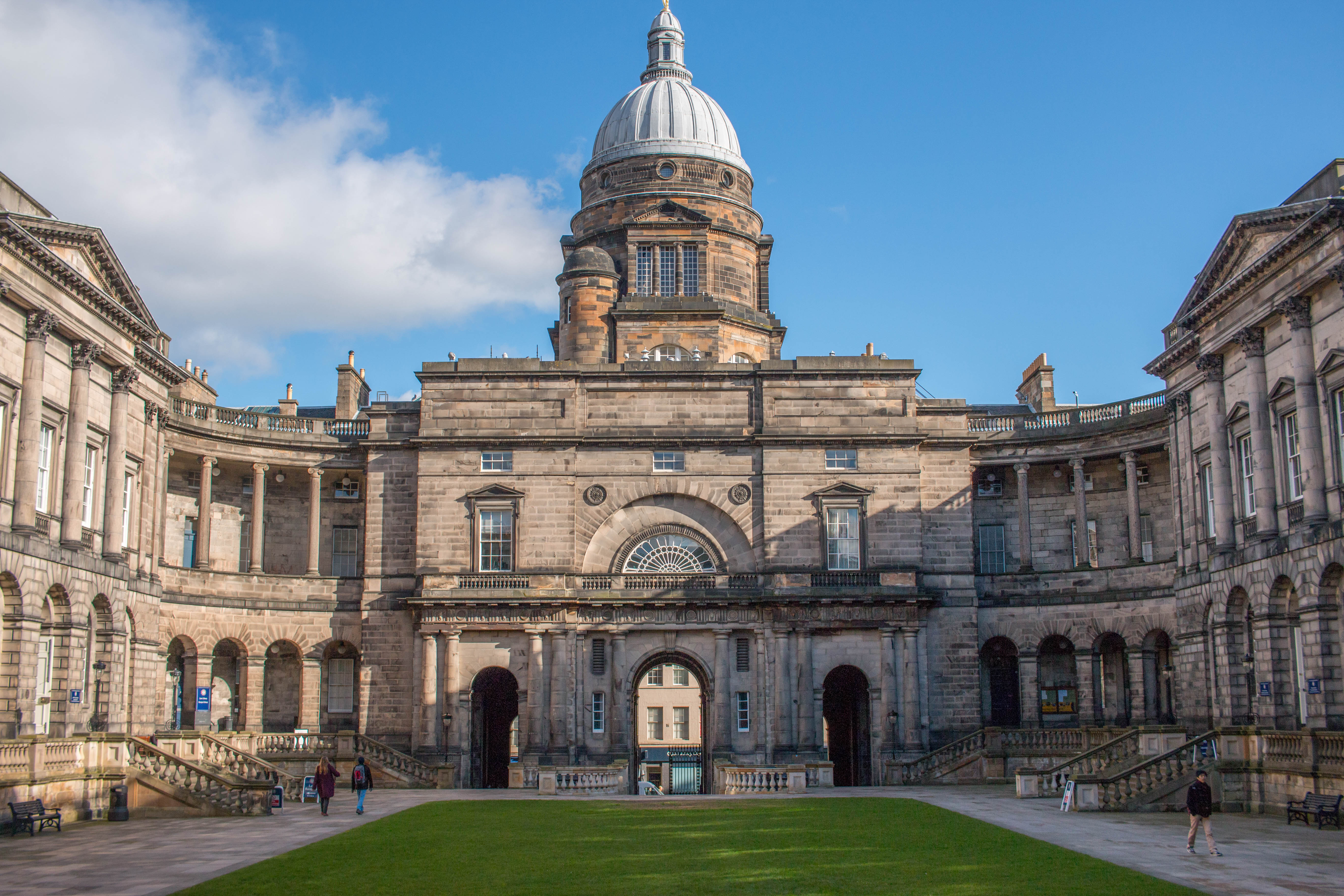
University of Edinburgh

Das schottische Bildungssystem unterscheidet sich vom Rest des Vereinigten Königreichs. Das Curriculum for Excellence bildet den Rahmenlehrplan für Kinder und Jugendliche ab dem 3. bis zum 18. Lebensjahr. Alle 3- und 4-jährigen Kinder in Schottland haben Anspruch auf einen kostenlosen Kindergartenplatz. Die Grundschulbildung beginnt mit ca. 5 Jahren und dauert 7 Jahre (P1-P7); Kinder in Schottland absolvieren Standard Grades oder Intermediate-Qualifikationen im Alter zwischen 14 und 16. Diese werden zurzeit abgelöst und ersetzt durch die National Qualifications des Curriculum for Excellence. Das Schulabgangsalter beträgt 16 Jahre, danach können Schüler wählen, ob sie weiter zur Schule gehen und mittlere / höhergradige Qualifikationen absolvieren wollen. Eine kleine Anzahl von Schülern an bestimmten privaten, unabhängigen Schulen hat die Möglichkeit, stattdessen nach dem englischen System Richtung GCSEs und A- und AS-Levels weiterzulernen.
Es gibt fünfzehn schottische Universitäten, von denen einige zu den ältesten der Welt gehören, darunter die Universität von St. Andrews, die Universität von Glasgow, die Universität von Aberdeen und die Universität von Edinburgh – viele davon zählen zu den besten in Großbritannien. Proportional gesehen hatte Schottland mehr Hochschulen in QS 'World University Rankings' Top 100 im Jahr 2012 als jede andere Nation. Im (2024 veröffentlichten) Ranking für das Jahr 2025 finden sich noch zwei schottische Universitäten in den Top 100. Das Land produziert 1 % der weltweit veröffentlichten Forschungen mit weniger als 0,1 % der Weltbevölkerung und Institute der Hochschulbildung machen 9 % des schottischen Dienstleistungssektors aus. Schottlands University Courts sind die einzigen Institutionen in Schottland, die berechtigt sind, Abschlüsse zu vergeben. Die schottischen Universitäten werden im Bereich höherer und weiterführender Bildung ergänzt durch 43 Colleges (Hochschulen, ähnlich Fachhochschulen in Österreich und Deutschland). Colleges bieten National Certificates, höhere nationale Zertifikate (Higher National Certificates) und höhere nationale Diplome (Higher National Diploma) an. Diese Abschlüsse sollen gemeinsam mit den Scottish Vocational Qualifications sicherstellen, dass die Bevölkerung Schottlands für die Anforderungen des Arbeitsmarktes qualifiziert wird.
In einem 2014 veröffentlichten Forschungsbericht des Büros für nationale Statistiken wurde festgestellt, dass Schottland im Bereich Partizipation im tertiären Bildungsbereich den Spitzenplatz in Europa einnimmt und zu den Ländern mit der höchstgebildeten Bevölkerung weltweit gehört (ca. 40 % der Bevölkerung zwischen 16 und 64 qualifiziert bis zum NVQ Level 4 oder höher). Nach den Daten der EU-Statistikregionen rangieren alle vier schottischen Regionen deutlich über dem europäischen Durchschnitt bezüglich der Vollendung des tertiären Bildungsbereichs von 25- bis 64-Jährigen.

### Gesundheit

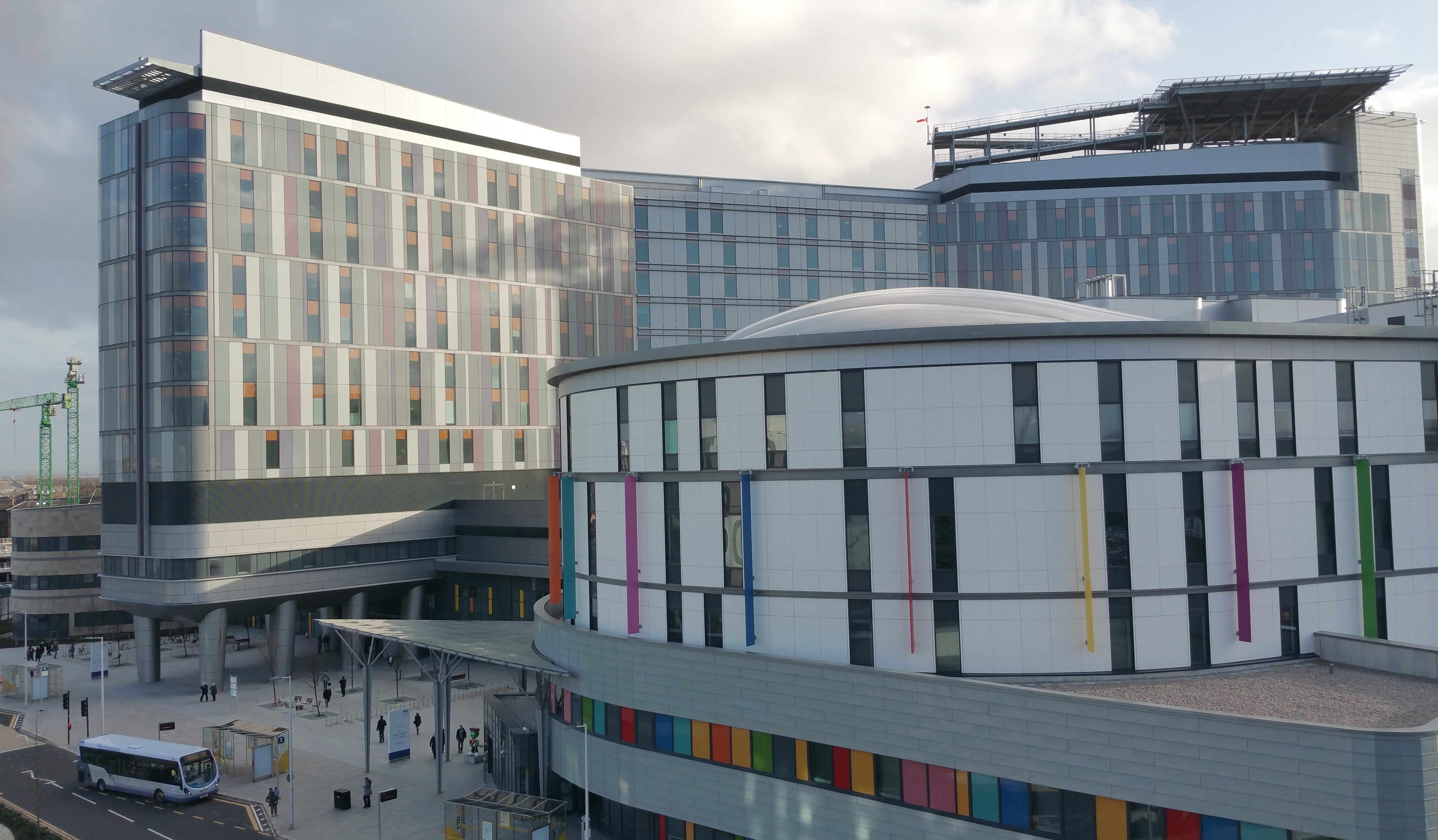
NHS Scotland’s Queen Elizabeth University Hospital, Glasgow

Das öffentliche Gesundheitswesen in Schottland wird vom National Health Service Scotland bereitgestellt. Dies wurde durch den National Health Service (Scotland) Act 1947 (später ersetzt durch den National Health Service (Scotland) Act 1978) gegründet und trat am 5. Juli 1948 in Kraft, gleichzeitig mit der Einführung des NHS in England und Wales. Doch schon vor 1948 war die Hälfte der schottischen Landmasse bereits durch staatlich geförderte Gesundheitsfürsorge abgedeckt, die vom Highlands and Islands Medical Service zur Verfügung gestellt wurde. Die Gesundheitspolitik und die Finanzierung liegt in der Verantwortung des Health Directorates der schottischen Regierung. Die derzeitige Ministerin für Gesundheit und Sport ist Maree Todd und der Director-General (DG) Health und Chief Executive NHS Scotland ist Caroline Lamb.
Im Jahr 2008 hatte der NHS in Schottland rund 158.000 Mitarbeiter, darunter mehr als 47.500 Krankenschwestern, Hebammen und health visitors und über 3800 Berater. Darüber hinaus gibt es auch mehr als 12.000 Ärzte, Allgemeinmediziner und verwandte Gesundheitsberufe, darunter Zahnärzte, Augenoptiker und Apotheker in den Gemeinden, die als unabhängige Auftragnehmer für eine Reihe von Dienstleistungen im NHS Gebühren und Zulagen bekommen. Diese Gebühren und Zulagen wurden im Mai 2010 gestrichen, Rezepte sind jetzt völlig kostenlos. Zahnärzte und Optiker können eine Gebühr erheben, wenn der Haushalt des Patienten über einen bestimmten Betrag verdient, das sind etwa £ 30.000 pro Jahr.

## Geschichte
Vor rund 12.000 Jahren begann mit dem allmählichen Zurückweichen der eiszeitlichen Vergletscherung die Wiederbesiedlung West-, Nordwest- und Nordeuropas und damit auch der heutigen Britischen Inseln über das heute unter der südlichen Nordsee liegende Flachland von Doggerland, das bis etwa 5000 v. Chr. die Britischen Inseln von Ostengland bis hinüber nach Jütland mit dem europäischen Festland verband und dann durch den Meeresanstieg aufgrund des Abschmelzens der eiszeitlichen Gletscher verschwand. Die frühesten Einwohner waren mesolithische Jäger und Sammler sowie Fischer beziehungsweise ab etwa 4500 v. Chr. einwandernde neolithische Bauern. Die ältesten archäologischen Hinweise auf menschliche Wohnplätze und Kultstätten stammen aus der Zeit um 6000 v. Chr.
Im Jahre 43 n. Chr. eroberte Kaiser Claudius den südlichen Teil Britanniens. Ab circa 80 n. Chr. marschierten die Römer mehrmals in das Gebiet des heutigen Schottlands ein, konnten aber keine dauerhafte Herrschaft errichten. Der Hadrianswall als Nordgrenze von Römisch-Britannien wurde in den Jahren 122 bis 128 zwischen den Mündungen von Tyne und Solway gebaut. Um 400 n. Chr. gaben die Römer Britannien auf.
Im Jahre 503 landeten die Skoten (Kelten aus Irland) an der Westküste Schottlands. 843 vereinte Kenneth MacAlpin die Skoten und Pikten als eine Nation, die sich fortan gälisch Alba nannte. Unter Malcolm III., der 1057 König Macbeth getötet hatte, verstärkte sich der englische Einfluss. Nach dem Aussterben des Königshauses im Jahre 1290 annektierte der englische König Eduard I. Schottland.

Flagge der Könige Schottlands

1297 siegte William Wallace in der Schlacht von Stirling Bridge über die englischen Truppen. 1314 schlugen die Schotten unter Robert the Bruce die Engländer, angeführt von Eduard II., in der Schlacht von Bannockburn erneut. 1320 wurde die Erklärung von Arbroath aufgesetzt. Sie sollte den Papst dazu bringen, die schottische Unabhängigkeit von England anzuerkennen. Papst Johannes XXII. in Avignon akzeptierte die Erklärung.
Im 14. Jahrhundert bestieg das Haus Stuart den schottischen Thron. 1603 wurde Jakob VI. von Schottland als Jakob I. auch König von England. So wurden die beiden Kronen vereinigt. Schottland und England blieben aber vorerst separate Königreiche.
Die schottische Opposition gegen Jakobs Sohn Karl spielte eine wichtige Rolle beim Ausbruch des englischen Bürgerkriegs, in dessen Folge auch in Schottland vorübergehend die Monarchie abgeschafft wurde. Die Entthronung von Karls Sohn Jakob II. 1688 spaltete auch Schottland. 1692 wurden beim Massaker von Glencoe zahlreiche Angehörige des Clan MacDonald auf Anordnung der Regierung in einer Strafaktion ermordet. 78 Clanmitglieder wurden getötet oder erfroren auf der Flucht im tobenden Februarschneesturm. Dieses Ereignis blieb tief im schottischen Nationalbewusstsein haften.
Mit dem Act of Union 1707 wurde Schottland formal mit England zum Königreich Großbritannien vereinigt. Schottland löste sein Parlament auf und schickte Abgeordnete ins Parlament von Westminster. Versuche der Stuarts, den schottischen und englischen Thron zurückzugewinnen, scheiterten schließlich endgültig 1746 in der Schlacht bei Culloden, in der „Bonnie Prince Charlie“ (Prinz Charles Edward Stuart) geschlagen wurde.
Um 1780 begannen die bis in die zweite Hälfte des 19. Jahrhunderts anhaltenden Highland Clearances, die Vertreibung von Kleinbauern (Crofters), anfangs um Platz für die Schafzucht zu schaffen und später um der Jagd gewidmete und in sich geschlossene, große Landgüter zu errichten, die noch heute das Bild der Highlands prägen. 1820 erreichte die industrielle Revolution Schottland. Schiffbau, Kohlebergbau, Eisen- und Stahlhütten ersetzten die Textilwirtschaft als Schottlands Hauptindustrie. 1975 wurde das erste Öl von der Nordsee an Land gepumpt. Schottland wurde ein Erdöl förderndes Land.
1997 stimmte die schottische Bevölkerung mit überwältigender Mehrheit für ein eigenes Parlament mit begrenzten Kompetenzen innerhalb des Vereinigten Königreichs. 1999 wurde ein neues schottisches Parlament gewählt. Es ist für innerschottische Angelegenheiten zuständig.
Im Rahmen eines Referendums stimmte am 18. September 2014 das wahlberechtigte Volk bei einer historisch hohen Wahlbeteiligung von 85 Prozent mit 55 Prozent der abgegebenen Stimmen jedoch gegen die Auflösung der Union. Während bei den jungen Wählern eine deutliche Mehrheit für eine Unabhängigkeit Schottlands stimmte, ergab sich bei den über 65 Jahre alten Wählern eine große Mehrheit gegen die Abspaltung.

## Politik

### Politisches System

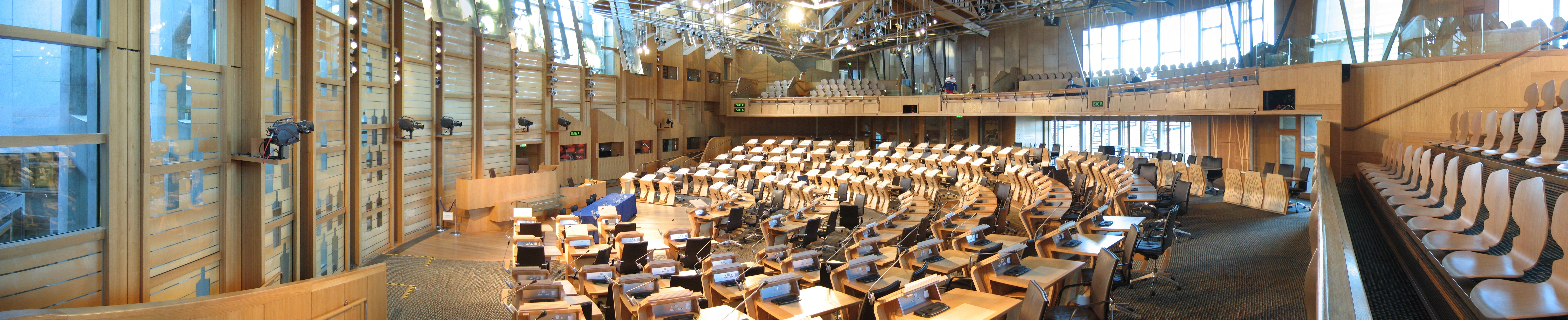
Innenansicht des schottischen Parlaments

1999 bekam Schottland im Rahmen der Devolution wieder ein eigenes Parlament, nachdem das seit dem Mittelalter bestehende Parliament of Scotland mit dem Act of Union 1707 im Zuge der Vereinigung mit England fast 300 Jahre zuvor abgeschafft worden war. Seitdem sind schottisches Parlament, Erster Minister (vergleichbar mit deutschen Ministerpräsidenten und österreichischen Landeshauptleuten) und die schottische Regierung für die meisten Aspekte der Innenpolitik verantwortlich. Der Amtssitz dieser Institutionen ist Edinburgh. Als Teil des Vereinigten Königreiches hat Schottland kein eigenes Staatsoberhaupt.

#### Legislative

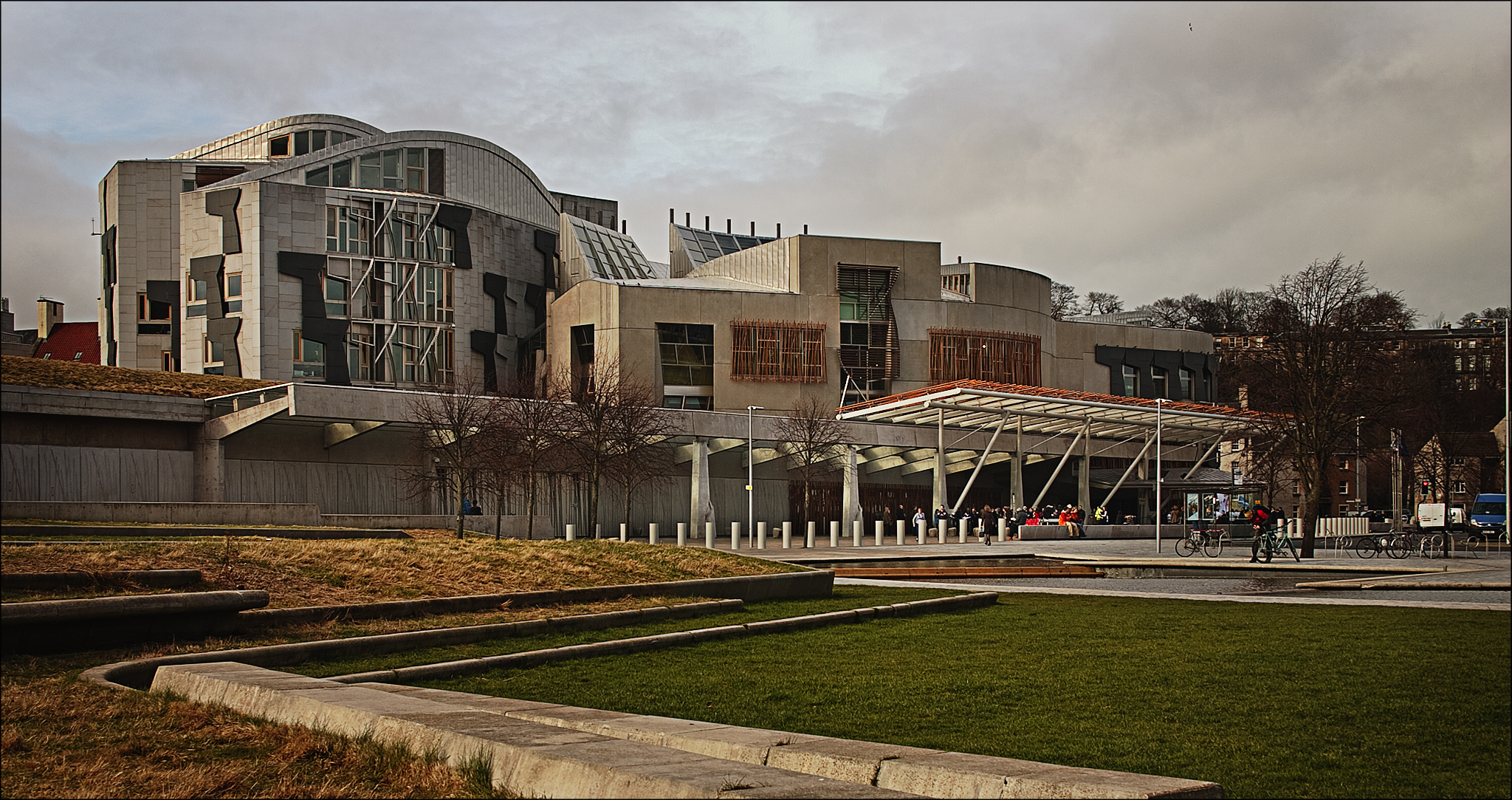
Schottisches Parlamentsgebäude

Die legislative Gewalt liegt außer beim schottischen Parlament auch weiterhin beim Parlament des Vereinigten Königreiches in Westminster, wobei letzteres Entscheidungen, die das schottische Parlament getroffen hat, auch überstimmen kann. Das schottische Parlament hat die Entscheidungsgewalt in den Bereichen, die ihm vom britischen Parlament übertragen wurden, insbesondere Bildung, Gesundheit, Lokalverwaltung, Wohnungswesen, Landwirtschaft, Forstwesen, Fischerei, Umweltschutz, Raumplanung, Tourismus, Sport, Denkmalpflege, Wirtschaftsförderung und Verkehrswesen. Hier kann das Parlament Gesetze erlassen, und überdies hat es einen begrenzten Spielraum bei der Festlegung von Steuersätzen. Außerdem ist die schottische Exekutive dem Parlament gegenüber rechenschaftspflichtig. Andere Aufgaben wie die Außenpolitik, die nationale Sicherheit, das Migrationsrecht, die Kernenergie, der Rundfunk und das Arbeitsrecht werden weiterhin vom britischen Parlament wahrgenommen. In den letzten Jahren wurden immer mehr Rechte dem schottischen Parlament übertragen.
Seit September 2004 ist der Sitz des Parlaments im neuen Parlamentsgebäude in Holyrood, einem Stadtteil von Edinburgh, direkt gegenüber von Holyrood Palace, der offiziellen Residenz des Monarchen in Schottland. Der Entwurf stammt vom katalanischen Architekten Enric Miralles. Eröffnet wurde es am 9. Oktober 2004 von Königin Elisabeth II.

#### Exekutive
| Name            | Partei | Zeitraum  |
| --------------- | ------ | --------- |
| Donald Dewar    | Labour | 1999–2000 |
| Henry McLeish   | Labour | 2000–2001 |
| Jack McConnell  | Labour | 2001–2007 |
| Alex Salmond    | SNP    | 2007–2014 |
| Nicola Sturgeon | SNP    | 2014–2023 |
| Humza Yousaf    | SNP    | 2023–2024 |
| John Swinney    | SNP    | seit 2024 |

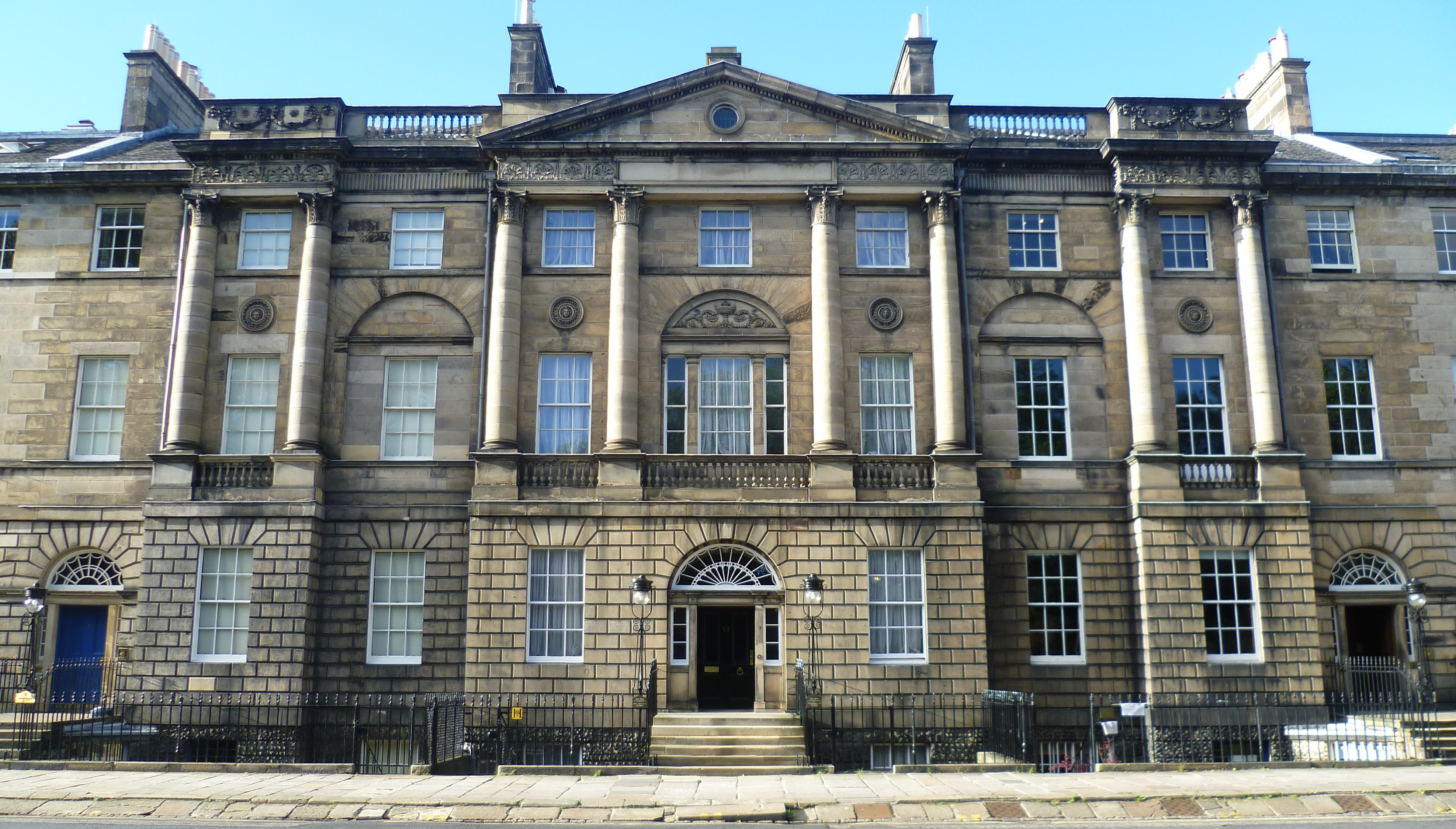
Bute House ist der offizielle Amtssitz und Arbeitsplatz des First Minister

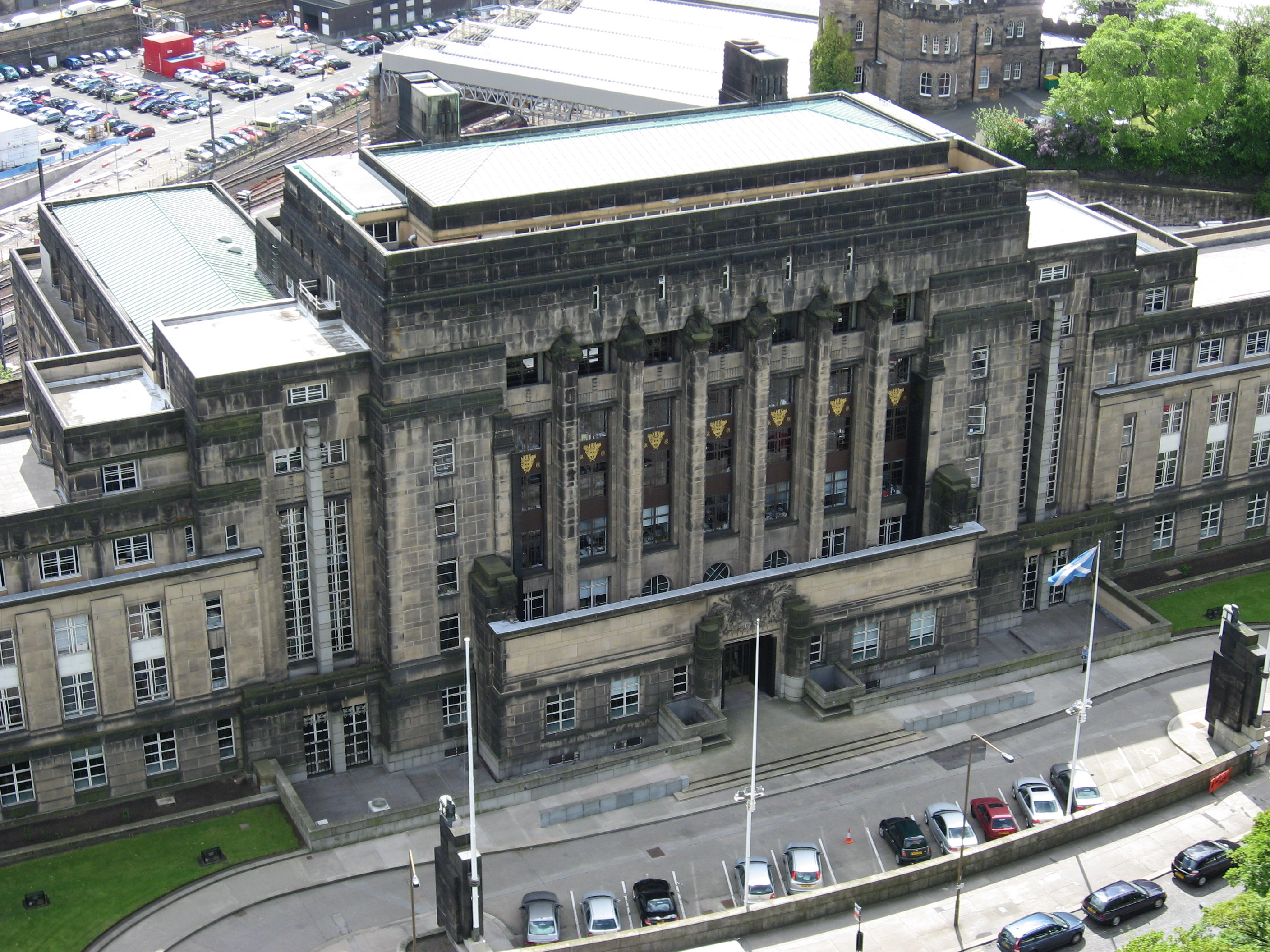
St. Andrew’s House ist der offizielle Amtssitz der schottischen Regierung

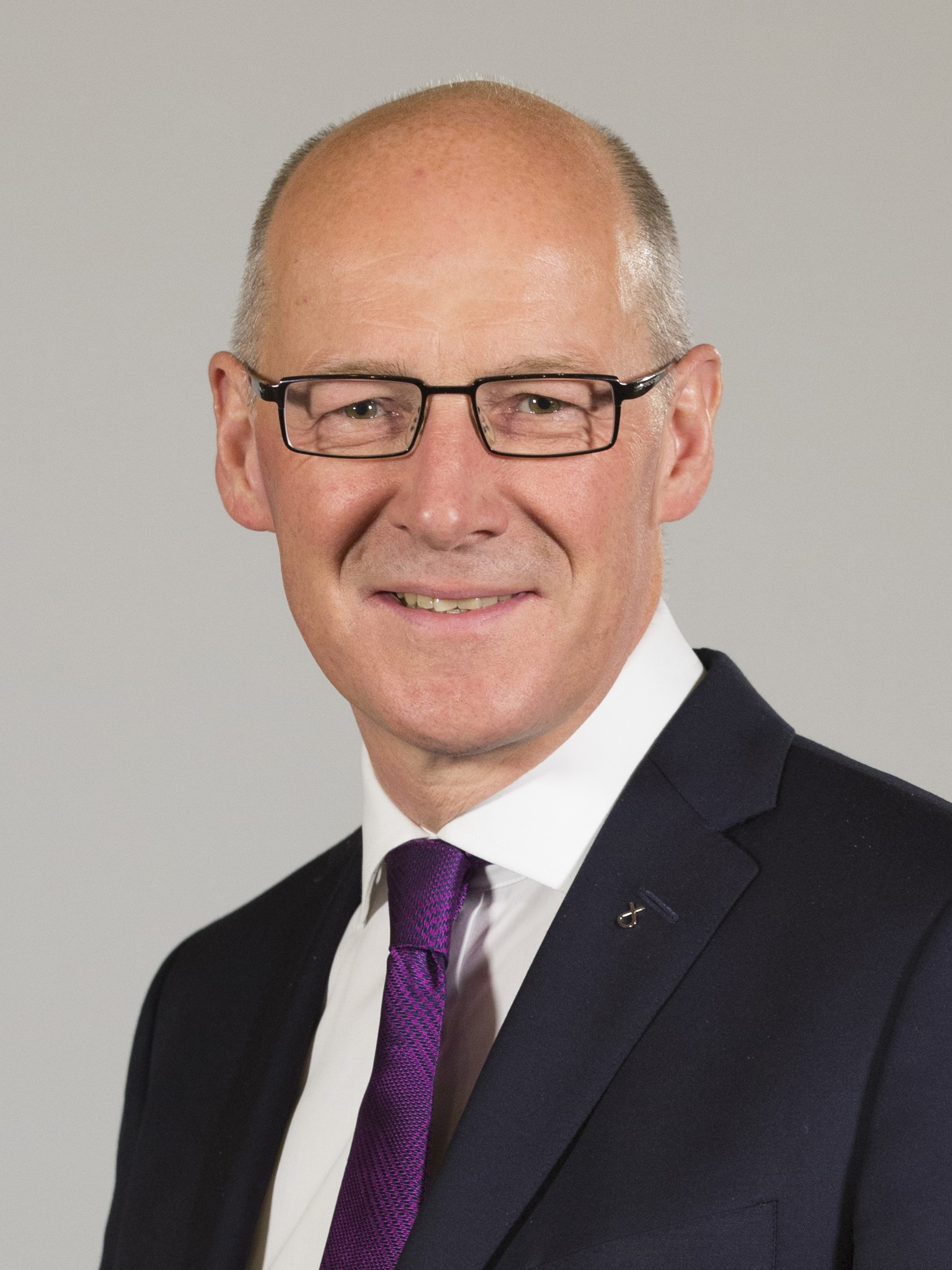
John Swinney ist der derzeitige First Minister Schottlands.

Die schottische Regierung unter Leitung des First Minister ist seit 1999 für die meisten Aspekte der Innenpolitik Schottlands verantwortlich und ist dem schottischen Parlament gegenüber rechenschaftspflichtig. Seit dem 8. Mai 2024 ist John Swinney von der SNP First Minister. Der Amtssitz des First Minister ist Bute House, Charlotte Square. Die Regierung arbeitet im St. Andrew’s House, Calton Hill, und im Victoria Quay, Leith.

#### Judikative
Schottland hat eine 1707 im Act of Union garantierte eigenständige Rechtsordnung, die im Vergleich zum englischen Recht stärkere Ähnlichkeit mit den Rechtsordnungen Kontinentaleuropas hat. Auch die Gerichts- und vielfach die Verwaltungsorganisation unterscheidet sich von der englischen. Als Teile des College of Justice sind der Court of Session das oberste Zivil- und der High Court of Justiciary das oberste Strafgericht.
Der Lord Advocate ist der Chefjustiziar der schottischen Exekutive und der Krone in Schottland für Zivil- und Strafrecht.

### Verwaltungsgliederung
In Schottland ist die Verwaltung seit 1996 landesweit einstufig gegliedert. Es bestehen 32 Council Areas, darunter drei Inselbezirke. Aberdeen, Dundee, Edinburgh, Glasgow, Inverness, Perth und Stirling besitzen den Status einer City.

### Recht
Die Eigenständigkeit des teilweise auf der Rezeption des römischen Rechts basierenden schottischen Rechtssystems blieb nach dem Act of Union 1707 erhalten, auch wenn seit 1800 der Einfluss des englischen Rechts durch die Gesetzgebung des Parlaments und die Rechtsprechung des House of Lords beständig wuchs. Impulse erhielt das schottische Recht in der neueren Zeit durch den Einfluss des Europarechts und die Konstitution des schottischen Parlaments.

### Polizei
Die Police Service of Scotland (schott.-gäl. Seirbheis Phoilis na h-Alba, dt. Polizeidienst von Schottland), kurz Police Scotland, ist die nationale Polizei von Schottland. Sie wurde im Jahr 2013 mit dem Zusammenschluss von acht regionalen Polizeikräften in Schottland sowie der Scottish Police Services Authority (dt. etwa Spezialdienste der schottischen Polizeidienststellen), einschließlich der Scottish Crime and Drug Enforcement Agency (dt. etwa Schottische Kriminalitäts- und Drogenbekämpfungsbehörde), gegründet. Obwohl sie die Kräfte nicht formell absorbierte, führte die Fusion auch zur Auflösung der Association of Chief Police Officers in Scotland.
Police Scotland ist die zweitgrößte Polizei im Vereinigten Königreich (nach der Metropolitan Police Service) in Bezug auf die Anzahl der Polizisten, und die größte territoriale Polizei in Bezug auf ihren Zuständigkeitsbereich. Der Chief Constable ist verantwortlich für die Scottish Police Authority (dt. etwa Schottische Polizeibehörde), und die Truppe wird von Her Majesty’s Inspectorate of Constabulary in Scotland kontrolliert.
Schottland wird auch von der Ministry of Defence Police (dt. etwa Polizei des Verteidigungsministeriums), der British Transport Police (dt. etwa Britische Transportpolizei) und dem Civil Nuclear Constabulary in ihren jeweiligen Gerichtsbarkeiten kontrolliert. Die National Crime Agency hat auch einige Gerichtsbarkeiten in Schottland.
Aufgrund der Übertragung der Befugnisse über die Eisenbahnpolizei gab die schottische Regierung im Jahre 2016 die Pläne zur Verschmelzung der schottischen Elemente der British Transport Police in die Police Scotland bekannt.

### Unabhängigkeitsbestrebungen
Schottland wurde durch den Act of Union 1707 mit England zum Königreich Großbritannien vereinigt. Die schottische Regierung unter Alex Salmond (SNP), die sich seit der Wahl 2011 auf eine absolute Mehrheit im Parlament stützen kann, hatte angekündigt, während der laufenden Legislaturperiode eine Abstimmung zur Unabhängigkeit durchzuführen. Näheres zur Durchführung eines Volksentscheides in der zweiten Hälfte 2014 wurde Ende Januar 2012 öffentlich gemacht. Am 15. Oktober 2012 einigten sich der britische Premier David Cameron und der schottische Erste Minister Alex Salmond auf einen Zeitpunkt und Eckpunkte des Referendums. Am 18. September 2014 durften die schottischen Bürger endgültig darüber abstimmen, ob Schottland ein souveräner, unabhängiger Staat werden oder weiterhin Teil des Vereinigten Königreichs Großbritannien und Nordirland bleiben sollte. Für den Fall eines Sieges der Unabhängigkeitsbewegung hatte die SNP-Regierung im Februar 2012 einen Zeitplan vorgestellt. Dieser sah den schottischen Unabhängigkeitstag für den März 2016 vor. Bis zu diesem Datum sollte eine geschriebene schottische Verfassung vorliegen.
Nach dem amtlichen Endergebnis der Abstimmung, das am Morgen des 19. September 2014 vorlag, stimmte die Mehrheit der Wahlberechtigten am Vortag auf die Frage, ob Schottland ein unabhängiges Land sein und sich von Großbritannien abspalten solle, mit Nein. 55,3 Prozent stimmten gegen und 44,7 Prozent für eine Abspaltung. Die Wahlbeteiligung war mit 84,6 Prozent außerordentlich hoch. In manchen Wahlkreisen lag sie sogar bei über 90 Prozent.
Am 23. Juni 2016 fand das Referendum zum Austritt des Vereinigten Königreichs aus der Europäischen Union statt, wobei die Mehrheit für das Verlassen der Europäischen Union stimmte. Während in den Landesteilen England und Wales insgesamt mehrheitlich für einen Austritt gestimmt wurde, stimmten die Mehrheiten der Landesteile Schottland und Nordirland für einen Verbleib in der Europäischen Union. Am Folgetag stellte die Erste Ministerin Nicola Sturgeon für Schottland ein weiteres Unabhängigkeitsreferendum vom Vereinigten Königreich in Aussicht, um den Willen der schottischen Bevölkerung zu einem EU-Verbleib zu wahren.
Am 24. April 2019 verkündete Nicola Sturgeon, eine weitere Abstimmung vornehmen lassen und ein Gesetz dazu vorbereiten zu wollen, da ein Verbleib im Vereinigten Königreich nun unweigerlich den Austritt aus der Europäischen Union zur Folge haben würde.

Ein Antrag auf die Durchführung eines zweiten Referendums wurde am 14. Januar 2020 zunächst vom britischen Premierminister Boris Johnson und nachfolgend auch vom obersten Gericht Großbritanniens abgelehnt.

## Wirtschaft

### Ölförderung
Das Zentrum der Erdölförderung aus der Nordsee ist Aberdeen. Hier hat das Ölgeschäft die Fischerei seit den 1970er Jahren abgelöst. Die jährlichen Steuereinnahmen aus dem Ölgeschäft betrugen 2012 mehr als 7 Milliarden Pfund Sterling. Der Wert der Ölreserven in der Nordsee vor Schottland wurde 2013 auf mehr als 4 Billionen Pfund geschätzt. Allerdings kommen die Steuereinnahmen nicht Schottland alleine, sondern dem Vereinigten Königreich insgesamt zugute – ein Umstand, der die politische Diskussion um die Unabhängigkeitsbestrebungen Schottlands befeuert.

### Whisky
Der Export von schottischem Whisky stieg 2018 gegenüber dem Vorjahr um 7,8 Prozent auf etwa 4,7 Milliarden Pfund. Größte Abnehmerregion war die EU (1,4 Mrd. Pfund); die USA importierten Scotch Whisky im Wert von 1,04 Mrd. Pfund. Von 2016 bis 2018 wuchs die schottische Whisky-Industrie um 10 Prozent auf 5,5 Milliarden Pfund. Das zweitbedeutendste 2018 exportierte britische Lebensmittel war Schokolade im Wert von 0,75 Milliarden Pfund.

### Erneuerbare Energien

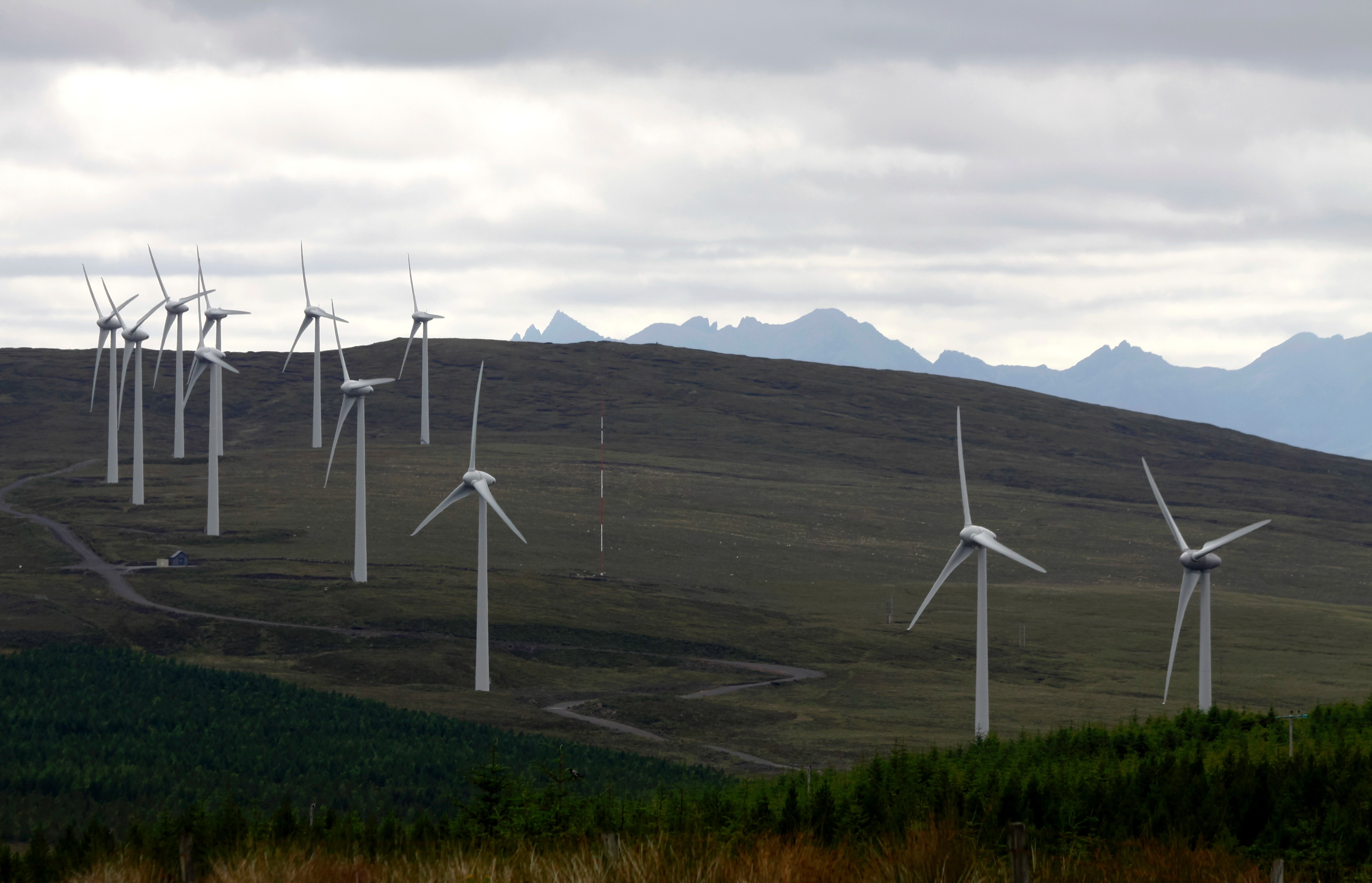
Windpark in Bernisdale, Insel Skye

Bis 2020 sollten nach Plänen der Regionalregierung in Schottland bis zu 100 Prozent des produzierten Stroms aus erneuerbaren Energien stammen. Im Jahr 2015 deckten erneuerbare Energien 57,4 % des schottischen Strombedarfs; knapp 8 % mehr als noch 2014. 2015 wurden etwa 21.673 Gigawattstunden ökologisch produziert. Wichtigste erneuerbare Stromquelle war die Windenergie (On-/Offshore), die 13.837 GWh lieferte. Es folgten Wasserkraftwerke mit 5780 GWh, Biomasse mit 1337 GWh, Deponiegas mit 503 GWh und Photovoltaik mit 187 GWh, ein kleiner Anteil entfiel auch auf Meeresenergie und andere erneuerbare Energien.
Besonders die Windenergie hat für die Zukunft weiterhin hohe Wachstumschancen. Die schottische Regierung sieht im Ausbau der Windenergie mit einem geschätzten Investitionsvolumen von bis zu 30 Mrd. Pfund ein entscheidendes Kriterium für wirtschaftliches Wachstum und die Entstehung von bis zu 40.000 neuen Arbeitsplätzen insbesondere in den ländlichen Gebieten. 2013 beschäftigte der erneuerbare Energiesektor etwa 11.700 Menschen. Im August 2016 lieferten Windkraftanlagen erstmals über den Lauf eines gesamten Tages mehr Strom als in Schottland während dieses Tages nachgefragt wurde.

### Medien und Software
Der sogenannte Kreativsektor (Creative industry), bestehend u. a. aus Literatur, Film, Mode, Software und Computerspielen, trug 2022 mit einem Umsatz von 10,4 Milliarden Pfund zur schottischen Wirtschaftsleistung bei. Diese Branchen beschäftigten 2022 rund 88.000 Menschen.
Nationale Zeitungen wie der Daily Record, The Herald und The Scotsman werden alle in Schottland produziert. Wichtige regionale Tageszeitungen sind die Evening News in Edinburgh, The Courier aus Dundee im Osten und The Press and Journal, das Aberdeen und den Norden bedient. Schottland ist auf dem Celtic Media Festival vertreten, das Film und Fernsehen aus den keltischen Ländern präsentiert. Schottische Teilnehmer haben seit Beginn des Festivals im Jahre 1980 viele Preise gewonnen.
Im Fernsehen in Schottland werden weitgehend die gleichen Sendungen wie im Vereinigten Königreich gezeigt. Der nationale Sender ist aber BBC Scotland, ein konstituierender Teil der British Broadcasting Corporation, den öffentlich finanzierten Sender des Vereinigten Königreichs. Es laufen drei nationale Fernsehsender, und die nationalen Radiosender, BBC Radio Scotland und BBC Radio nan Gaidheal, unter anderem. Schottland hat auch einige Sender in der gälischen Sprache. BBC Alba ist der nationale Gälisch-sprachige Fernsehkanal. Der wichtigste schottische kommerzielle Fernsehsender ist STV.

### Landwirtschaft
Die jährlichen Erlöse der Landwirtschaft betrugen im Jahr 2011 746 Millionen Pfund.

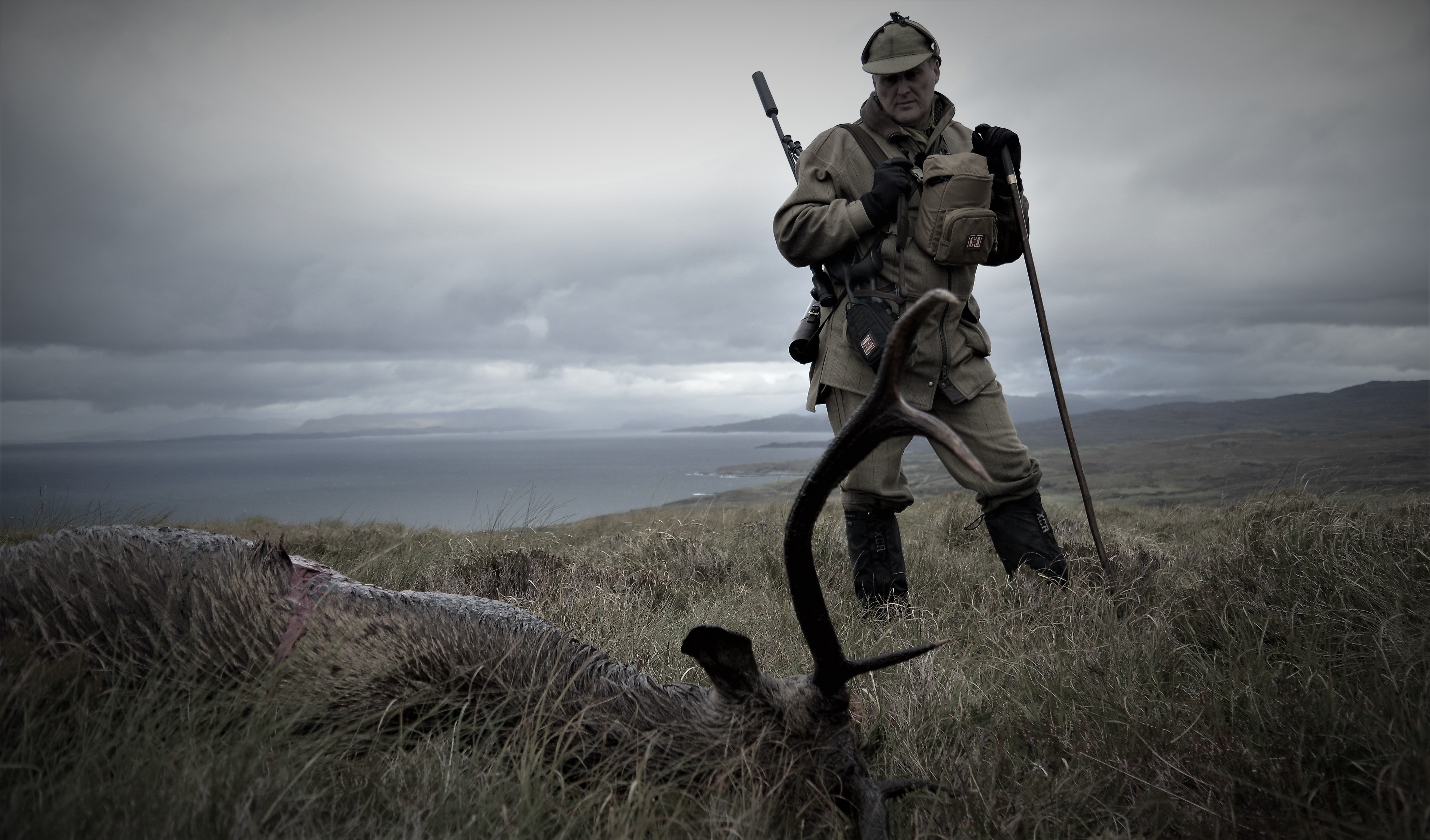
Schottischer Berufsjäger neben einem auf der Pirsch erlegten Rothirsch

Mehr als drei Viertel der Fläche Schottlands werden für die Landwirtschaft in Form von Ackerbau und Weidewirtschaft genutzt. Am meisten angebaut werden Gerste, Weizen, Hafer und Kartoffeln, daneben Gemüse und Obst. In den Highlands, den Inseln und den Southern Uplands dominiert die Schafzucht; generell spielt auch die Rinderzucht eine große Rolle. Schottisches Fleisch und schottische Zuchtrinder genießen einen guten Ruf. Die Milchwirtschaft hat eine untergeordnete Bedeutung. Rund die Hälfte des in privater Hand befindlichen Landbesitzes ist Teil von großen, der Jagd auf Rothirsche und Raufußhühner gewidmeten Landgütern, sogenannten „sporting estates“.
Die Hälfte des gesamten Grund und Bodens im Land gehört 608 Eigentümern, während die achtzehn größten Landbesitzer allein bereits zehn Prozent Schottlands besitzen. So ungleich ist die Verteilung in keinem anderen Land der westlichen Welt. Sie geht auf das 16. Jahrhundert zurück, als sich schottische Adlige im Zuge der Reformation das Land der Auld Kirk aneigneten. Seitdem haben sich die Besitzverhältnisse im Wesentlichen erhalten. 2012 gründete die Regierung die Scottish Land Reform Review Group mit dem Ziel, diese Ungleichheit zu mindern. Auch der größere Teil der Erlöse aus Windparks in Höhe von insgesamt 1 Milliarde Pfund geht an die Großgrundbesitzer. Ein Gesetz wurde vorgeschlagen, das den zwangsweisen Verkauf von Land der Großgrundbesitzer an die Pächter vorsieht, die es zum Teil seit Generationen bewirtschaften.

### Tourismus

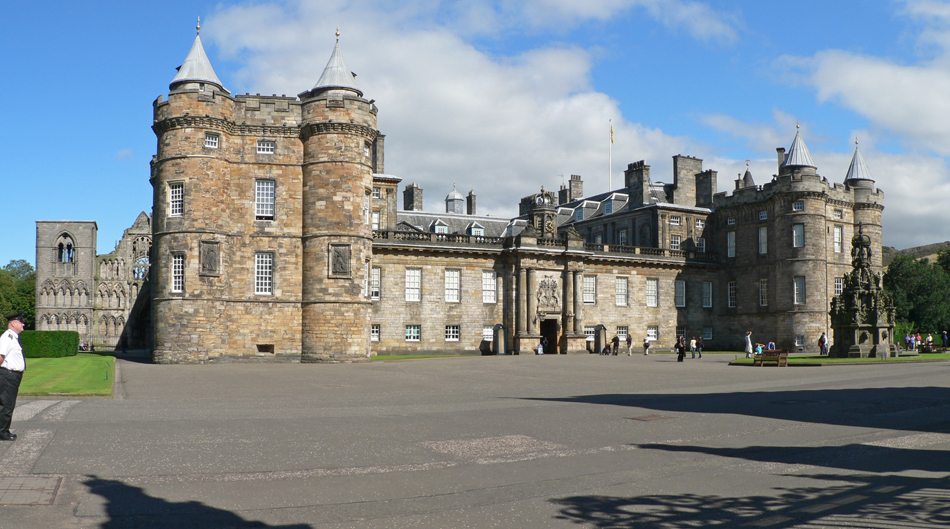
Holyrood Palace in Edinburgh

Der Tourismus-Sektor ist für die schottische Wirtschaft von entscheidender Bedeutung. Die jüngsten Zahlen zeigen, dass die Gesamtausgaben für Übernachtungen und Tagesbesucher in Schottland im Jahr 2015 rund 8,9 Milliarden Pfund betrugen – dies umfasste Ausgaben von Übernachtungsgästen von 4,9 Milliarden Pfund und Ausgaben von Tagesbesuchern von 3,9 Milliarden Pfund. Im Jahr 2015 zog Schottland über 14,6 Millionen Besucher an. Die Einnahmen aus dem Tourismus betragen rund 12 Milliarden Pfund an Wirtschaftstätigkeit und tragen rund 6 Milliarden Pfund zum schottischen Bruttoinlandsprodukt (in den Grundpreisen) bei. Dies entspricht etwa 5 % des gesamten schottischen Bruttoinlandsprodukts.
Der Tourismus-Sektor unterhält etwa 200.000 Arbeitsplätze, hauptsächlich Dienstleistungen. Den größten Besucheranteil bilden Touristen aus Großbritannien. Die meisten ausländischen Besucher kommen aus den Vereinigten Staaten, Deutschland, Frankreich, Australien, Niederlande und Kanada.

### Währung
Eine schottische Eigenheit gibt es bei der Währung. Zwar wird in Schottland wie im Rest des Vereinigten Königreiches in Pfund Sterling bezahlt – allerdings dürfen die drei großen schottischen Banken Bank of Scotland, Royal Bank of Scotland und Clydesdale Bank ihre eigenen Banknoten herausgeben. Zusammen mit den Noten der Bank of England gibt es in Schottland also vier verschiedene Geldscheine in jedem Nennwert. Allerdings werden die schottischen Pfund Sterling nicht in jedem Geschäft außerhalb Schottlands akzeptiert. Man kann die Banknoten aber bei allen Banken gebührenfrei in „nichtschottische“ Noten umtauschen.

### Kaufkraft
Im Vergleich mit dem Bruttoinlandsprodukt (BIP) der Europäischen Union ausgedrückt in Kaufkraftstandards erreichte Schottland einen Index von 100 (EU-28: 100) im Jahr 2013.

## Verkehr

### Straßen
Die schottischen Autobahnen und Hauptverkehrsstraßen werden von Transport Scotland verwaltet. Der Rest des Straßennetzes wird von den schottischen Gemeinden in jedem ihrer Gebiete verwaltet. Eine Besonderheit Schottlands sind vor allem im Norden die Single track roads, einspurige Straßen mit regelmäßigen Ausweichstellen. Auf Nebenstrecken sind sie die Regel, aber auch manche Abschnitte von Hauptstraßen sind als Single track roads ausgeführt. Der Großteil der Hauptstraßen ist jedoch zweispurig und in der Regel auch gut ausgebaut. Eine 500 Meilen lange Rundstraße (North Coast 500) umrundet den Nordteil des Landes in Küstennähe.

### Busse
Scottish Citylink und Megabus sind die beiden wichtigsten Fernverkehrsbetreiber in Schottland und arbeiten derzeit als Joint Venture zusammen, doch wird das Abkommen von der Wettbewerbskommission überwacht, um sicherzustellen, dass es keinen Schaden für Fernreisende in Schottland verursacht. National Express bietet Busverbindungen mit Städten in England und Wales sowie lokale Busse in Dundee und Angus unter den Marken Xplore Dundee und Travel Wishart an. Zahlreiche lokale unabhängige Busunternehmen betreiben auch Busdienste in ganz Schottland sowie Lothian Buses, Edinburghs größter Busbetreiber und Schottlands letztes Stadtbahnbusunternehmen.

### Luftverkehr
Schottland hat neben lokalen Landeplätzen mit z. B. Verbindungen zu den Orkneys internationale Flughäfen in Aberdeen, Edinburgh, Glasgow und Prestwick. Highlands and Islands Airports Ltd. ist ein schottisches Staatsunternehmen mit Sitz auf dem Flughafen Inverness, das Unternehmen betreibt mehrere Flughäfen in Schottland.
Fluggesellschaften in Schottland:
- Directflight ist eine englische Fluggesellschaft mit Sitz in Milton Keynes und Tochtergesellschaft der Airtask Group. Sie betreibt für das Shetland Islands Council die Flüge zwischen den Inseln der Shetlands, deren Hauptbasis ist der Tingwall Airport[42]
- Hebridean Air Services ist eine schottische Regionalfluggesellschaft mit Sitz am Flughafen Inverness und Hauptbasis auf dem Flughafen Oban. Sie ist eine Tochtergesellschaft der Airtask Group.
- Loch Lomond Seaplanes ist eine Fluggesellschaft mit Sitz in Helensburgh in Argyll and Bute und Basis am Cameron House Hotel am Loch Lomond in West Dunbartonshire
- Loganair ist eine schottische Regionalfluggesellschaft mit Sitz und Hauptbasis in Paisley auf dem Flughafen Glasgow International

British Airways, Jet2, Ryanair und EasyJet bieten alle Flüge zwischen Schottland und anderen großen britischen und europäischen Flughäfen an.

### Eisenbahn
Das Eisenbahnnetz ist wegen der geringen Bevölkerungsdichte, der anspruchsvollen Topographie und diverser Stilllegungen im Rahmen der Beeching Axe in den Highlands und den Borders wesentlich dünner als im Central Belt. In die Highlands führen Verbindungen nach Oban, Mallaig sowie über Inverness nach Kyle of Lochalsh und Thurso. Im Personenverkehr werden, abgesehen von den Intercity-Diensten auf den Verbindungen zwischen Schottland und England, die Leistungen auf allen Strecken von ScotRail betrieben. Die Intercity-Dienste auf der East Coast Main Line (ECML) und West Coast Main Line (WCML) werden von CrossCountry, London North Eastern Railway, TransPennine Express und Avanti West Coast bedient. Zudem verkehren zwei Zugpaare des von der staatlichen Scottish Rail Holdings betriebenen Nachtzugs Caledonian Sleeper mit Zugteilen von den schottischen Endpunkten Inverness, Aberdeen, Fort William sowie Glasgow und Edinburgh einerseits und London-Euston andererseits. Das Schienennetz gehört der gesamtbritischen staatlichen Network Rail.
Die Glasgow Subway ist das einzige U-Bahn-System in Schottland und wird von der Strathclyde Partnership for Transport betrieben. Die am 31. Mai 2014 eröffnete Edinburgh Trams ist die einzige Straßenbahn in Schottland und wird von der Edinburgh Trams Ltd. betrieben. Frühere Straßenbahnbetriebe in schottischen Städten wurden bereits vor Jahrzehnten eingestellt, zuletzt in Glasgow 1962.
Einige der im Zuge der Beeching-Axt stillgelegten Strecken werden inzwischen abschnittsweise als Museumsbahnen betrieben, so etwa die Strathspey Railway und die Keith and Dufftown Railway.

### Fähren
Zwischen dem schottischen Festland und den schottischen Inseln gibt es viele regelmäßige Fährverbindungen. Diese werden im Westen überwiegend von Caledonian MacBrayne betrieben, im Norden von NorthLink Ferries. Einige sind auch in der Hand von lokalen Betreibern. Die wichtigsten Fährhäfen im Westen sind Oban und Mallaig.
Internationale Fährverbindungen wurden dreimal wöchentlich von Norfolkline (davor von Superfast Ferries) von Rosyth (bei Edinburgh) nach Zeebrugge in Belgien angeboten. Diese Fährverbindung wurde 2010 eingestellt. DFDS läuft täglich Newcastle upon Tyne an, das 1½ Fahrstunden mit dem Kfz von der schottischen Grenze entfernt liegt. Einmal wöchentlich bot die Smyril Line von Lerwick (Shetland-Inseln) – später von Scrabster/Thurso (schottisches Festland) – nach Bergen in Norwegen sowie zu den Färöern und nach Island eine Fährverbindung an. Diese Verbindung wurde Ende des Jahres 2008 eingestellt. Im Jahre 2016 wurde die von P&O Ferries angebotene Fährverbindung von Larne (Irland) nach Troon (Schottland) eingestellt. Im Jahre 2018 wurde die von DFDS seit 2010 betriebene Frachtfähre zwischen Rosyth und Zeebrugge, Belgien eingestellt. Nach der Saison 2023 stellte John O' Groats Ferries die zwischen Mai und September befahrene Strecke zwischen John o’ Groats (Schottisches Festland) und Burwick (Orkney) ein.
Die bedeutendsten Fährgesellschaften sind:
- Caledonian MacBrayne ist der Markenname der in staatlichem Besitz befindlichen CalMac Ferries Ltd., die vor allem Verbindungen im Firth of Clyde sowie zu den Inneren und Äußeren Hebriden betreibt.
- NorthLink Ferries ist ein staatlich unterstütztes Unternehmen, das die Strecken zwischen Scrabster und Stromness, Orkney und zwischen Aberdeen und Lerwick, Shetland (wobei Kirkwall, Orkney auch angelaufen werden kann) bedient.[44]
- Pentland Ferries ist ein privates Unternehmen, das Auto- und Passagierfähren zwischen Gills Bay (Schottisches Festland) und St Margaret’s Hope (Orkney) betreibt.[45]
- Kintyre Express ist der Markenname der Craig of Campbeltown Limited, sie betreibt zwischen März und September die Strecke zwischen Campbeltown und Ballycastle in Nordirland sowie zwischen Ballycastle und Port Ellen auf der Isle of Islay.[46][47]
- Stena Line betreibt die Strecke zwischen Cairnryan und Belfast in Nordirland.
- P&O Ferries betreibt die Strecke von Cairnryan nach Larne in Nordirland.
- Western Ferries (Clyde) Ltd. ist ein privates Unternehmen mit Sitz in Hunters Quay, Argyll, und betreibt im Firth of Clyde die Strecke zwischen Hunters Quay und McInroy’s Point (Gourock).[48]
- SIC Ferries, im Besitz des Shetland Islands Council, betreibt die Fährverkehre zwischen den Inseln der Shetlands.[49]
- Orkney Ferries, im Besitz des Orkney Islands Council, betreibt die Fährverkehre zwischen den Inseln der Orkneys.[50]

Die Strathclyde Partnership for Transport, ehemals Strathclyde Passenger Transport, ist die einzige regionale Passagier-Exekutive in Schottland die öffentliche Fähren auf dem Clyde betreibt, einschließlich der Kilcreggan Ferry und der Renfrew Ferry.

## Sport
Zu den beliebtesten Sportarten und zugleich Volkssportarten in Schottland zählen der Golfsport, Rugby, Fußball und das Munro-Bagging. Traditionell sind der Gewichtweitwurf, Gewichthochwurf und das Baumstammwerfen als Teil der Highland Games. Schottland hat bei allen Commonwealth Games seit 1930 teilgenommen und gewann bisher 132 Gold, 143 Silber und 227 Bronze, also insgesamt 502 Medaillen. Edinburgh war Gastgeber der Commonwealth-Spiele 1970 und 1986, und zuletzt Glasgow im Jahre 2014.

### Golf
Das moderne Golfspiel entstand im 15. Jahrhundert in Schottland. Das Land wird als die Heimat des Golfs beworben. Für viele Golfer ist der Old Course in St Andrews, ein alter Links-Kurs aus vor 1574, ein Wallfahrtsort. Im Jahr 1764 wurde der Standard-18-Loch-Golfplatz in St. Andrews kreiert, als Mitglieder den Kurs von 22 auf 18 Löcher veränderten. Das älteste Golfturnier der Welt, und das erste Major-Turnier des Golfs, ist The Open Championship, das erstmals am 17. Oktober 1860 im Prestwick Golf Club in Ayrshire, Schottland, gespielt wurde. Es gibt viele andere berühmte Golfplätze in Schottland, einschließlich Carnoustie, Gleneagles, Muirfield, Royal Troon und Turnberry. Die Scottish Open finden jedes Jahr in der Woche vor den Open Championship statt. Es ist ein Golfturnier der European Tour und gehört seit 2017 zu den hochdotierten Rolex Series. Scottish Golf ist der nationale Sportverband für Amateur-Golf in Schottland mit Sitz in St. Andrews, Fife. Er wurde im Jahr 2015 als Fusion zwischen der Scottish Golf Union (SGU), dem im Jahre 1920 gegründeten nationalen Golfverband der Männer und der Scottish Ladies’ Golfing Association, dem nationalen Golfverband der Frauen, gegründet.

### Rugby
Rugby Union

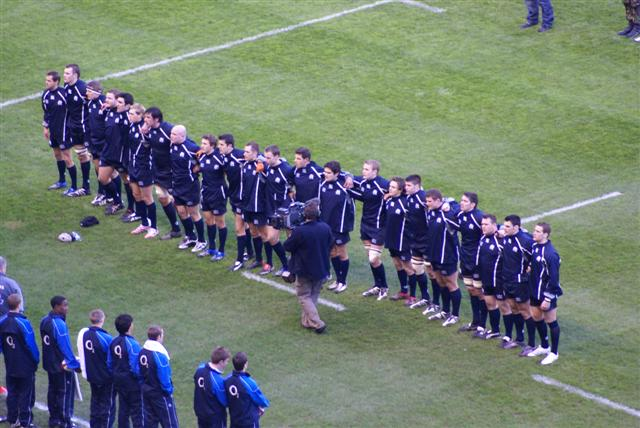
Die schottische Nationalmannschaft während der Nationalhymne in den traditionellen dunkelblauen Trikots, 2007

Die Scottish Rugby Union (SRU) ist der nationale Sportverband für Rugby Union in Schottland und ist eine von nur zehn erstklassigen Mitglieds-Nationen des World Rugby. Sie übernimmt die Organisation von Länderspielen der schottischen Rugby-Union-Nationalmannschaft und ist zuständig für die Ausbildung und das Training von Spielern und Schiedsrichtern. Sie wurde 1873 als Scottish Football Union (SFU) gegründet und ist damit der zweitälteste nationale Rugby-Union-Verband. Das erste internationale Rugbyspiel wurde am 27. März 1871 am Raeburn Place in Edinburgh gespielt, als Schottland vor 4000 Leuten England mit 4:1 besiegte. Schottland nimmt an den jährlichen Six Nations teil, zusammen mit England, Frankreich, Irland, Italien und Wales, sowie an den vierjährlichen Rugby-Union-Weltmeisterschaften. Schottland war einer der Gastgeber der Weltmeisterschaften 1991 und 1999, aber auch 2007 wurden einzelne Partien in Schottland ausgetragen. Als größte Ehre für schottische Spieler gilt es, alle paar Jahre mit den British and Irish Lions auf Tour in die Südhemisphäre zu gehen, um gegen die All Blacks aus Neuseeland, die Springboks aus Südafrika oder die Wallabies aus Australien anzutreten. Die schottischen Profivereine spielen in der Pro14 gegen Mannschaften aus Irland, Wales, Italien und Südafrika und können sich dort für den European Rugby Champions Cup qualifizieren, in dem die besten europäischen Clubs aufeinander treffen. Wie die Männer nimmt die schottische Frauen-Nationalmannschaft an jährlichen Six Nations der Frauen teil und qualifiziert sich regelmäßig für Weltmeisterschaften. Zudem war Schottland Ausrichter des zweiten Turnieres 1994.
Rugby League
Die Scotland Rugby League ist der nationale Sportverband für Rugby League in Schottland. Sie übernimmt die Organisation von Länderspielen der schottischen Rugby-League-Nationalmannschaft. Das internationale Hauptteam spielt seit dem Jahr 1909, obwohl ihr erstes richtiges internationales Spiel im Jahr 1996 war, als sie Irland in Dublin 26:6 schlagen konnten. Bei der Rugby-League-Weltmeisterschaft 2000 verlor die schottische Rugby-League-Nationalmannschaft gegen Irland, Samoa und Neuseeland nur eng und wurde letzter in ihrer Gruppe. Die beiden letzten Spiele wurden in Edinburgh und Glasgow gespielt. Ein großer Schub für die Rugby League in Schottland kam, als das Rugby League Challenge Cup Finale nach Murrayfield, Edinburgh gebracht wurde. Bei beiden Gelegenheiten beobachteten mehr als 60.000 Zuschauer das Finale. Dies war gepaart mit einem fantastischen 42:20-Sieg über Frankreich im Juli 2001, möglicherweise einer der größten Siege von Schottland in ihrer kurzen Geschichte.
Rugby League in Schottland spielen derzeit Teams wie die Aberdeen Warriors, Easterhouse Panthers, Edinburgh Eagles und Strathmore. In einem Schulwettbewerb spielen derzeit Schulteams wie die Turriff Academy, Gordon Schools, Westhill Academy und die Aberdeen Grammar. Alle spielen in Aberdeenshire.

### Fußball

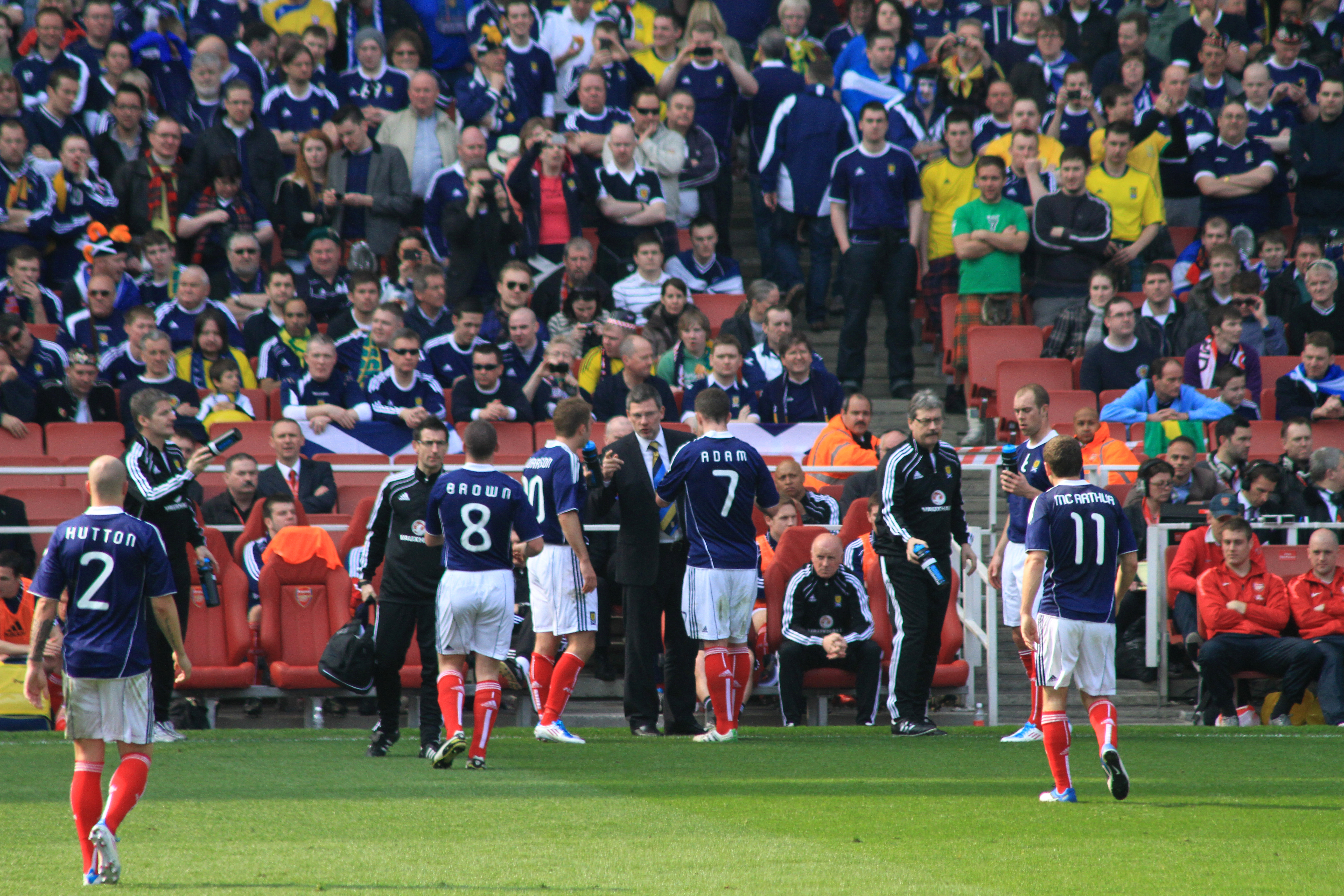
Fußballspiel zwischen Schottland und Brasilien, 2011

In Schottland gibt es seit Jahrhunderten Variationen des Fußballs, wobei der früheste Bezug aus dem Jahre 1424 stammt. Der Vereinsfußball ist der beliebteste Sport und der Scottish Cup ist die älteste nationale Trophäe der Welt. Das Land bestritt das erste internationale Fußballspiel im Jahre 1872 gegen England. Das Spiel fand im Hamilton Crescent, Glasgow, der Heimat des West of Scotland Cricket Club statt.
Die Scottish Football Association (SFA) wurde am 13. März 1873 gegründet und ist der zweitälteste nationale Fußballverband der Welt. Die SFA ist für den Betrieb der schottischen Fußballnationalmannschaft, den jährlichen Scottish Cup und einige andere Aufgaben verantwortlich, die für das Funktionieren des Spiels in Schottland wichtig sind. Sie ist Mitglied der FIFA, UEFA und des International Football Association Board.
Die Scottish Professional Football League (SPFL) ist die nationale Männer Vereinsfußball-Liga in Schottland. Die Liga wurde im Juni 2013 nach einer Fusion zwischen der Scottish Premier League und der Scottish Football League gebildet. Neben dem Betrieb des Liga-Wettbewerbs, der aus den vier höchsten Ebenen des schottischen Fußballliga-Systems besteht, betreibt die SPFL auch zwei heimische Pokalwettbewerbe, den Scottish League Cup und den Scottish Challenge Cup. Die SPFL wird als Gesellschaft betrieben und gehört den 42 Mitglied-Clubs. Jeder Club ist Teilhaber, jeder hat eine Stimme um über Fragen wie Regeländerungen und Verträge abzustimmen.
SPFL-Liga-Hierarchie:
- 1. Liga: Scottish Premiership
- 2. Liga: Scottish Championship
- 3. Liga: Scottish League One
- 4. Liga: Scottish League Two

Schottische Vereine waren schon in europäischen Wettbewerben erfolgreich. Celtic gewann 1967 den UEFA Europapokal der Landesmeister, Rangers und Aberdeen gewannen den UEFA Europapokal der Pokalsieger 1972 und 1983, und Aberdeen gewann 1983 auch noch den UEFA Super Cup.

### Eishockey
Schottland hat eine sehr lange und erfolgreiche Geschichte im Eishockey. Der Sport steht an dritter Stelle der am meisten besuchten Mannschaftssportarten im Land, nach Fußball und Rugby Union. In Schottland ist die älteste Eishockeymannschaft von Großbritannien beheimatet, die Fife Flyers. Im Moment gibt es drei schottische Mannschaften, die in der britischen Elite Ice Hockey League teilnehmen. Die Dundee Stars und der neu gegründete Braehead Clan sind im Jahr 2010 der Liga beigetreten. Im Jahr 2011 traten dann die Fife Flyers der Liga bei. Die Edinburgh Capitals spielten von ihrer Gründung bis zur Saison 2017/18 in der Elite Ice Hockey League. Aus Schottland kommen 3 der besten britischen Spieler aller Zeiten, das sind Colin Shields, Tony Hand und Stephen Murphy.
Scottish Ice Hockey (SIH) ist der Eishockey-Verband in Schottland. Er organisiert alle Eishockey-Aktivitäten in Schottland, mit Ausnahme der schottischen Elite Ice Hockey League Teams (derzeit Glasgow Clan, Fife Flyers und Dundee Stars). SIH ist auch verantwortlich für die Durchführung von Coaching-Kursen und die Ausbildung und Registrierung von Funktionären neben und auf dem Eis. Die Scottish National League ist die höchste Liga in Schottland, sie stellt im britischen Eishockey die dritte Spielklasse dar und gilt als Amateurspielklasse.

### Cricket

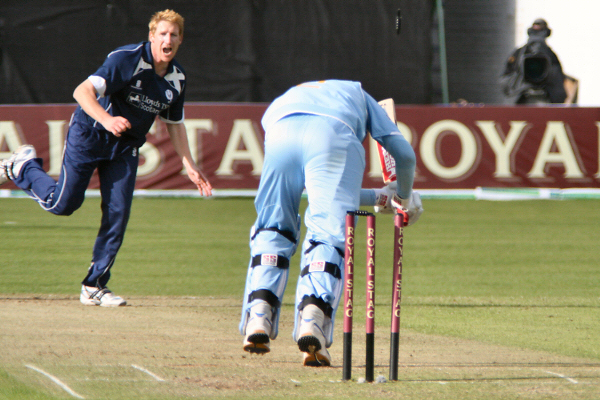
Schottlands John Blain bowlt Indiens Yuvraj Singh in Glasgows Titwood Ground aus, 16. August 2007

Cricket ist in Schottland nicht so beliebt wie im benachbarten England und gilt als „englische“ Sportart. Der schottischen Cricket-Nationalmannschaft wurde vom International Cricket Council (ICC) kein Teststatus zuerkannt, genießt aber ODI-Status. Bis in die 1990er Jahre wurden Schottland und Irland im internationalen Cricket offiziell von der Nationalmannschaft Englands vertreten. Schottland wurde zwei Jahre nach Loslösung von England 1994 ein Associate Member des ICC. Seitdem nahm man an drei Cricket World Cups (1999, 2007 und 2015) und sechs T20 World Cup (2007, 2009, 2016, 2021, 2022 und 2024) teil. Schottland war außerdem Co-Gastgeber beim Cricket World Cup 1999 und auch der Men’s T20 World Cup 2030 soll zusammen mit England und Irland ausgetragen werden.

## Kultur

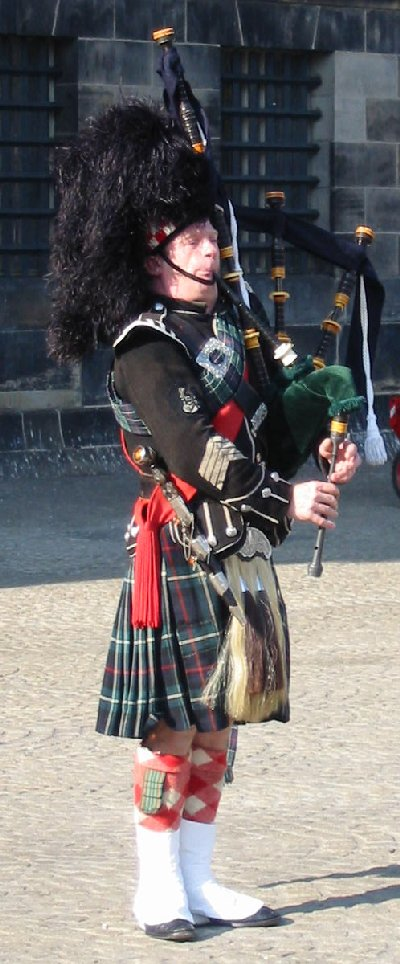
Ein Dudelsackspieler

Die im Süden Schottlands gelegenen Southern Uplands sind aufgrund der räumlichen Nähe weit stärker von England geprägt als die anderen Regionen. So ergeben sich kulturelle Unterschiede zwischen den Gebieten.
Der Dudelsack (englisch: Bagpipe), der Kilt und der Whisky sind die bekanntesten Elemente der schottischen Kultur. Der Dudelsack hat für Schottlands Kultur besondere Bedeutung erlangt und wird mit ihr assoziiert, obwohl es in ganz Europa Sackpfeifen gibt. Der Kilt als Männerrock war schon in der Frühzeit bekannt. Ob er in seiner schottischen Form auch hier entwickelt wurde, ist umstritten. Die Erfindung des Whiskys reklamieren die Iren für sich, jedoch liegt der tatsächliche Ursprung im Dunkeln. Die Qualität schottischen Whiskys genießt Weltruf.
Die Distel ist die Nationalpflanze der Schotten, was bis in das 13. Jahrhundert zurückgeführt werden kann. Nach ihr ist auch der Distelorden (The Most Ancient and Most Noble Order of the Thistle) benannt, der höchste schottische Ritterorden.
Auch der Harris Tweed, der nur so bezeichnet werden darf, wenn er auf den äußeren Hebriden hergestellt wurde, ist weitläufig bekannt. Kulinarisch zählen Shortbread (Butter-, Spritzgebäck), Haggis und Kidney pie zur traditionellen schottischen Küche.
Reste altschottischer, in Schottland inzwischen selten gewordener Kultur (vor 19. Jahrhundert), insbesondere in Musik und Tanz, finden sich auf der von hochlandschottischen Auswanderern bevölkerten kanadischen Insel Cape Breton.
Eine weitere Besonderheit stellt das schottische Clansystem, vor allem in den Highlands, dar. Die damit häufig verknüpften Tartans (Karomuster) sind allerdings erst ab Ende des 18. Jahrhunderts in ihrer heutigen Form entstanden.
Alljährlich finden von Mai bis Oktober an bis zu 100 Orten in Schottland Highland Games (Hochlandspiele) und Hochlandtreffen (Highland Gatherings), letztere meist mit musikalischem Schwerpunkt, statt. Der wohl bekannteste dort ausgeübte typisch schottische Wettbewerb ist das Baumstammwerfen (Caber toss oder Tossing the Caber („caber“ von gäl. „cabar“ = „Baumstamm“)).
Es gibt keine offizielle Hymne, jedoch wird traditionell Scotland the Brave verwendet; besonders bei Fußball-, Rugby- und Cricket-Spielen ist jedoch Flower of Scotland von Roy Williamson (The Corries) zu hören.
Aus Schottland kommen die vor allem in den 1980er und 1990er Jahren erfolgreichen Bands Big Country, Simple Minds, Runrig, Wet Wet Wet, The Proclaimers und Texas. Auch die New-Wave-Band Franz Ferdinand stammt aus Schottland, ebenso wie die Hardrock-Veteranen Nazareth. Belle and Sebastian und The View sind bekannte Bands aus dem Bereich Indie-Rock/Pop. Weitere schottische Bands aus dem Bereich Rock/Postrock sind Travis, Aereogramme, Mogwai, Snow Patrol und The Fratellis. Donovan, Mark Knopfler, Jack Bruce, Midge Ure, Biffy Clyro und Paolo Nutini sind weitere bedeutende Musiker. Aktuell in den internationalen Charts mitwirkend sind Calvin Harris und Amy Macdonald.
- Siehe auch Schottische Literatur

## Bildergalerie

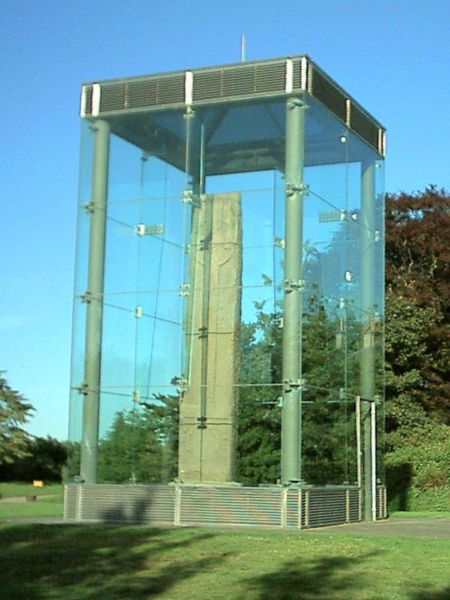
Sueno’s Stone bei Forres aus dem 9. Jahrhundert
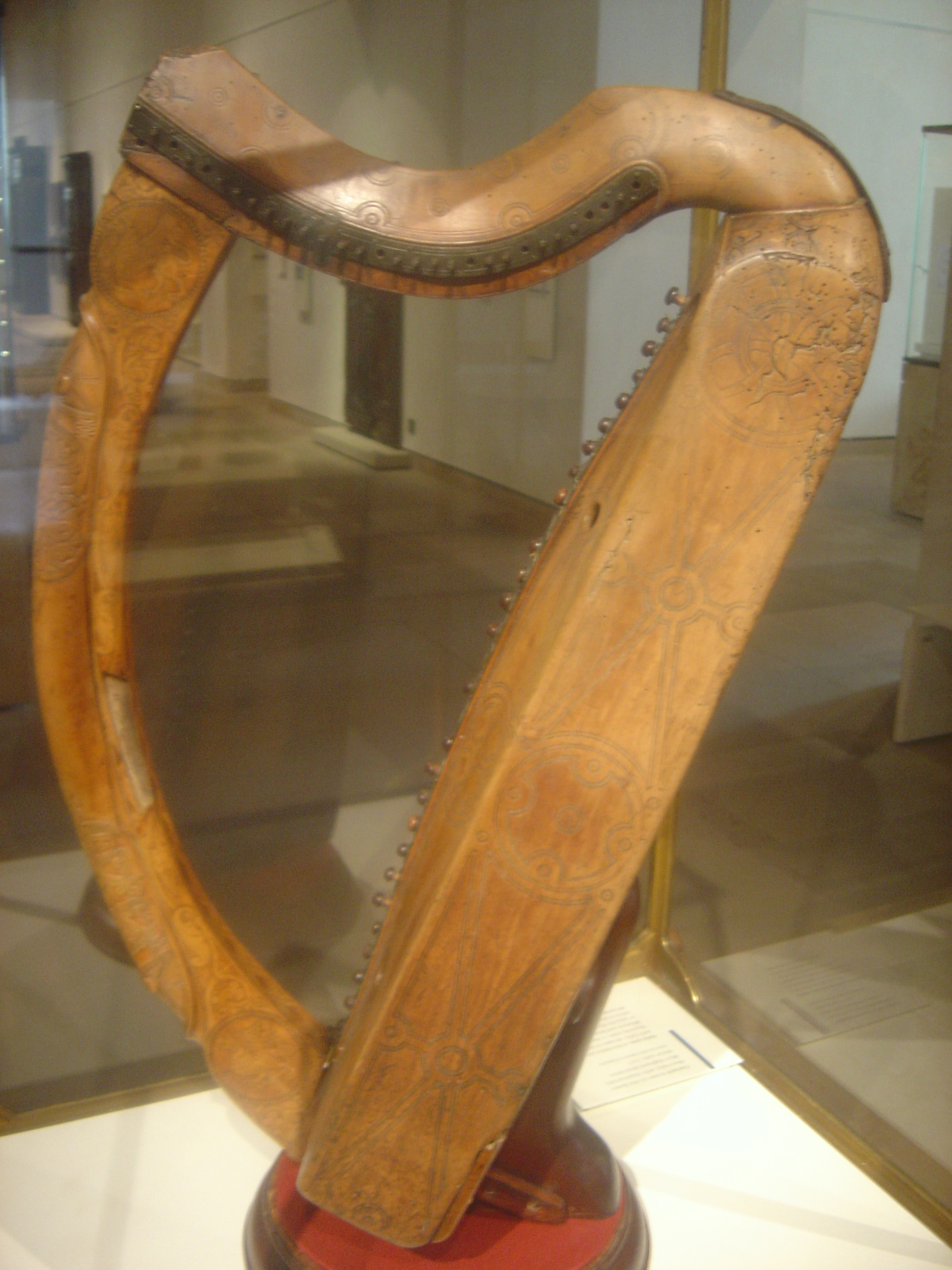
Clàrsach, eine schottische Harfe aus dem Mittelalter
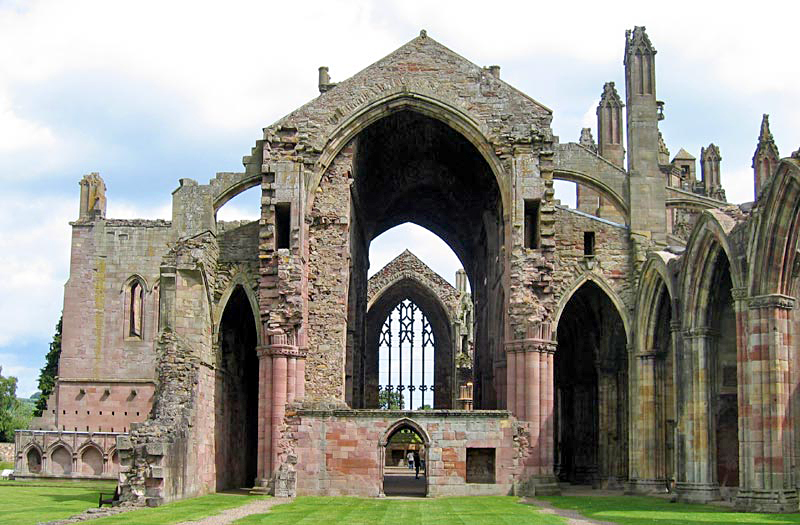
Ruinen der Melrose Abbey
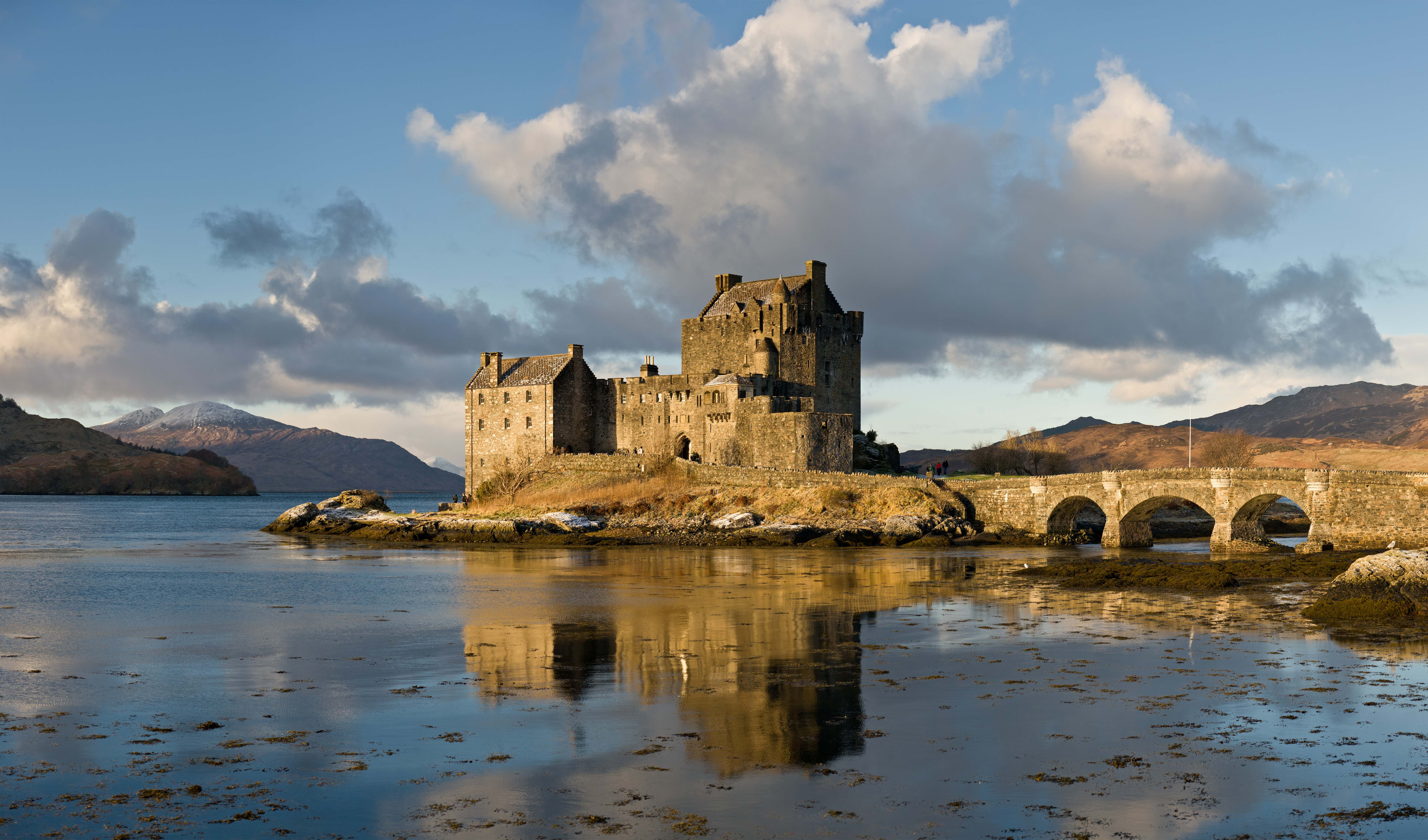
Eilean Donan Castle am Loch Duich
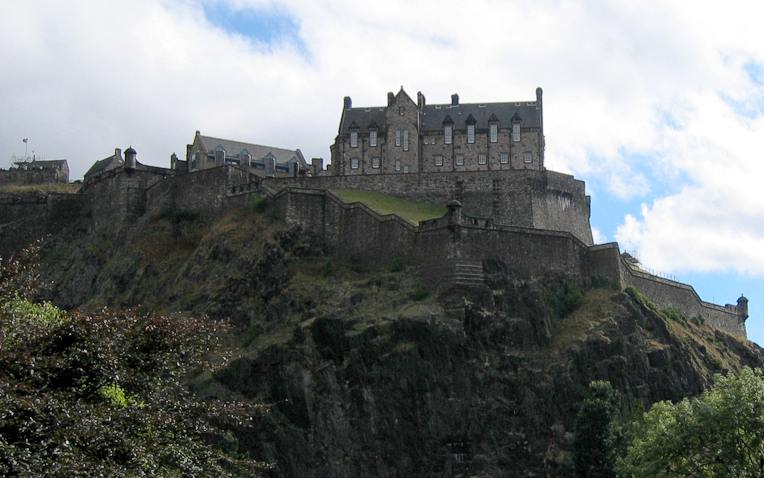
Edinburgh Castle
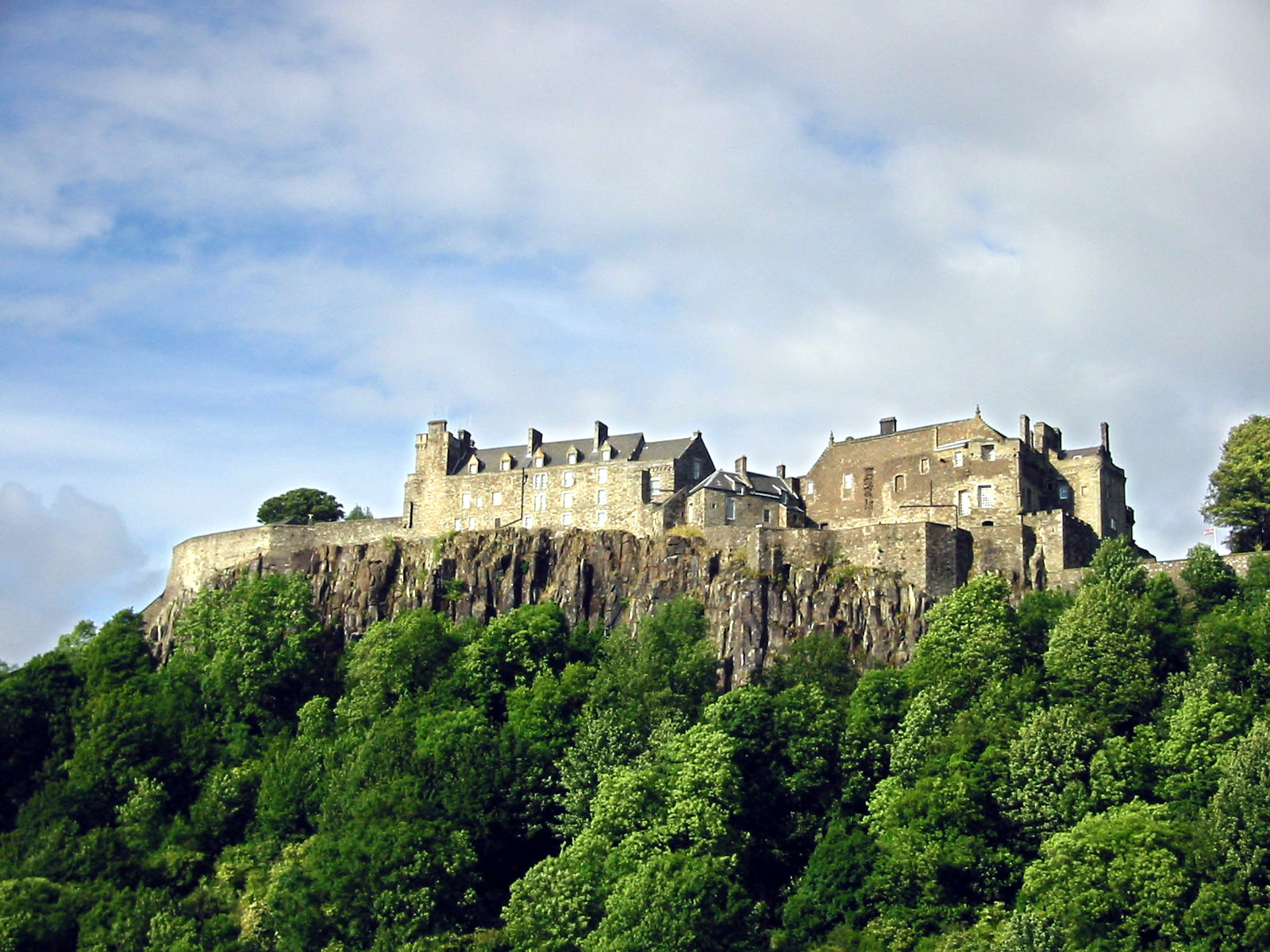
Stirling Castle
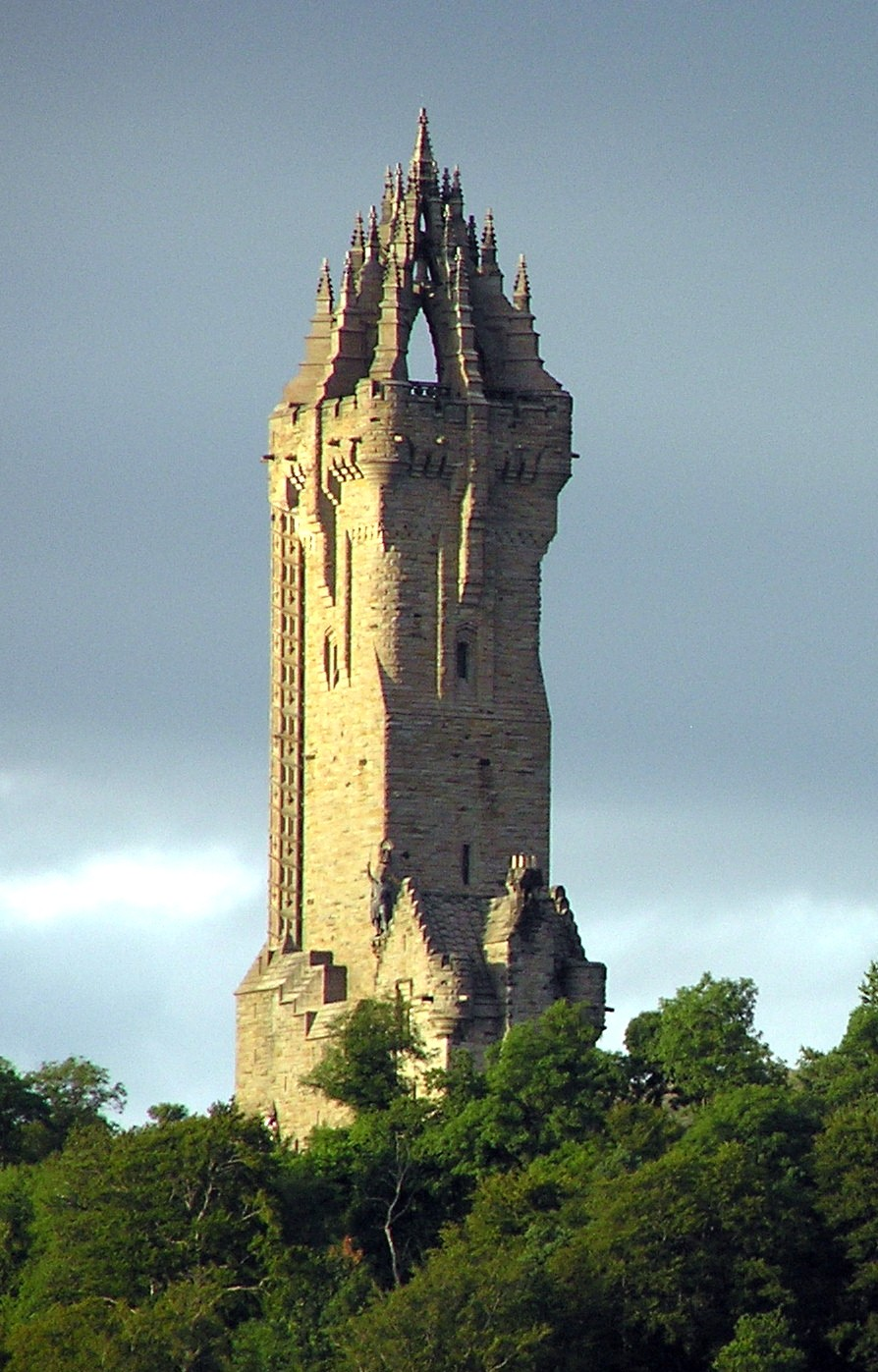
Das Wallace Monument in Stirling wurde zum Gedenken an William Wallace errichtet
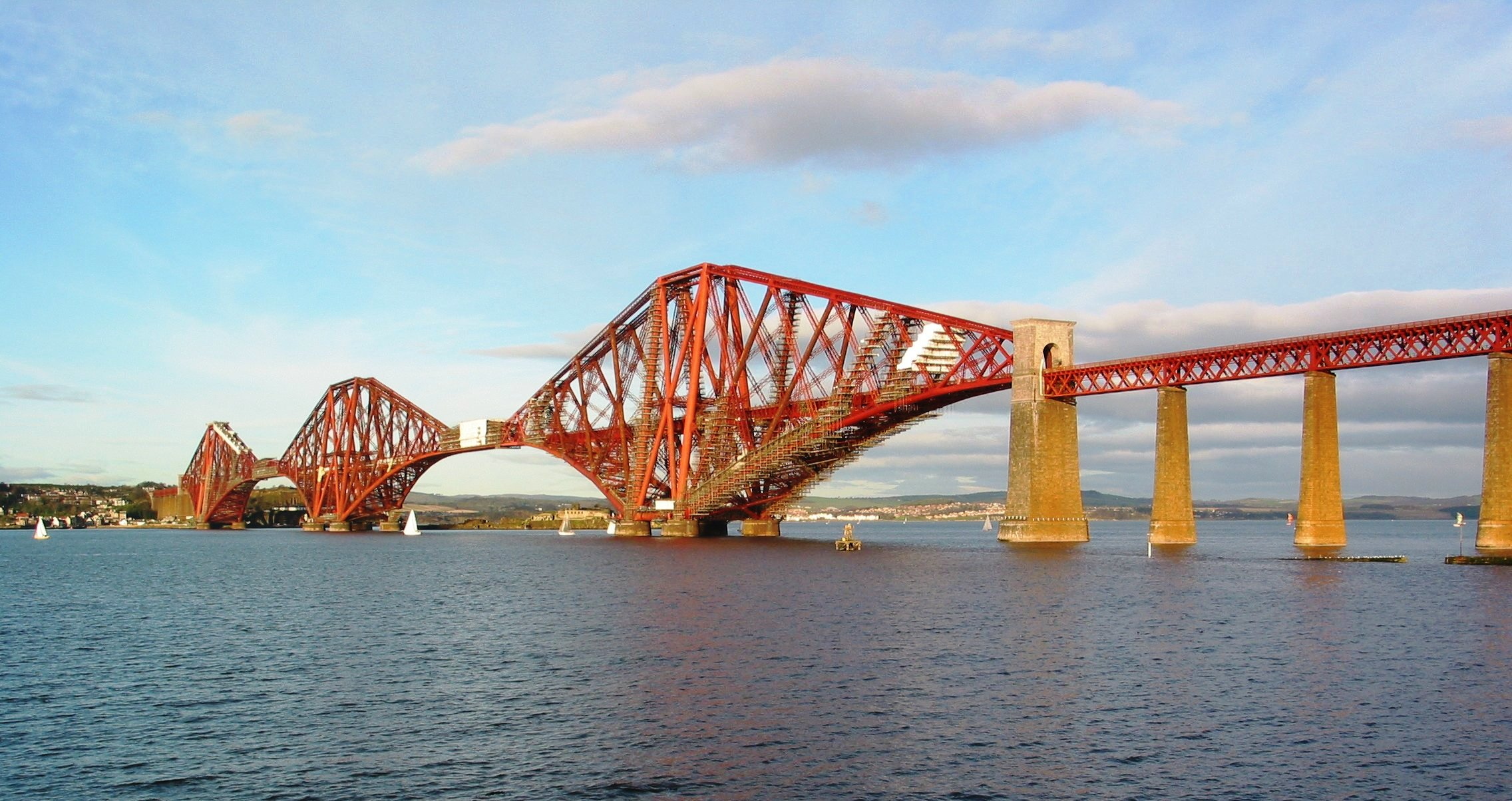
„Forth-Eisenbahnbrücke“ bei Edinburgh
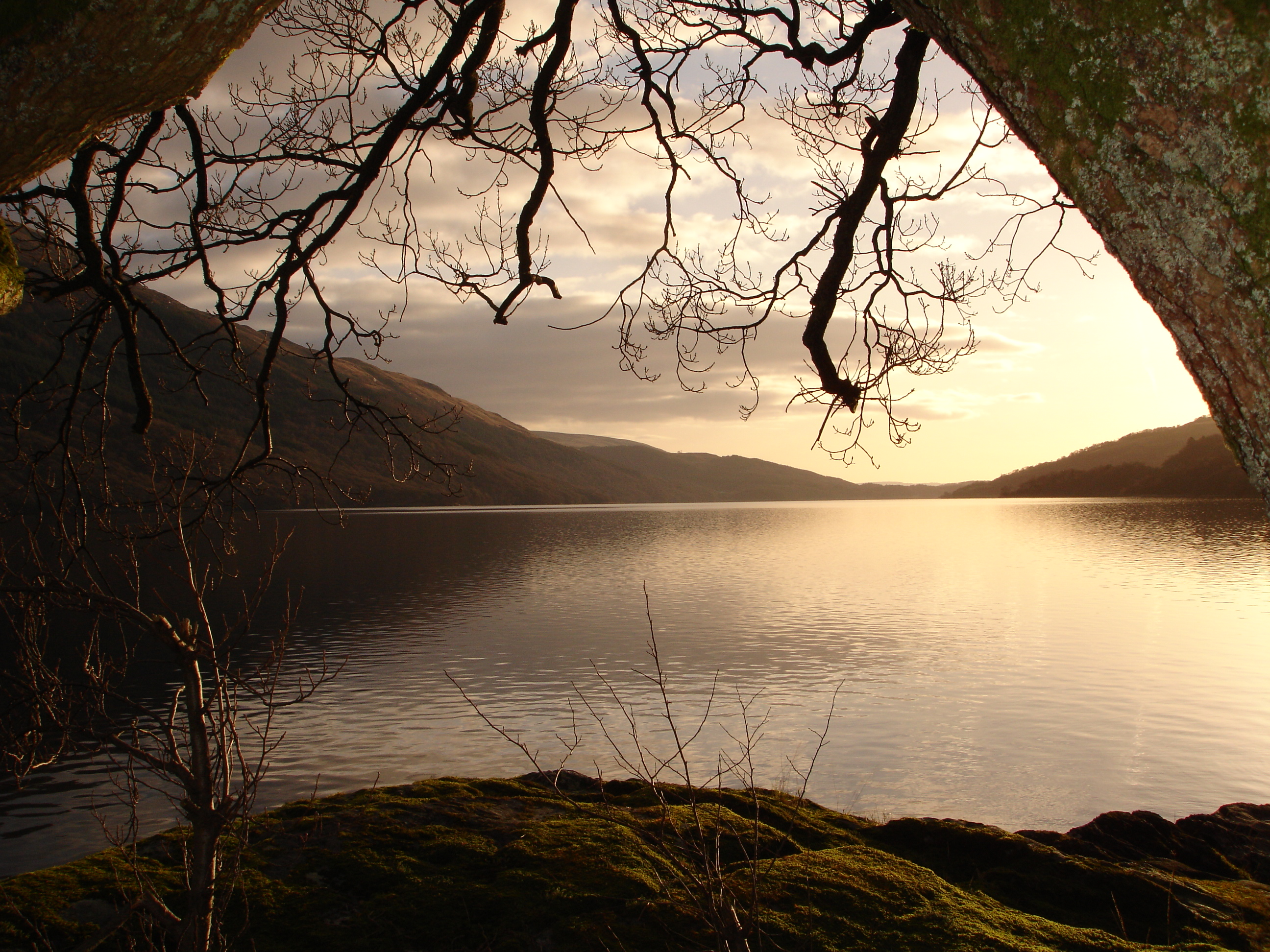
Blick auf Loch Lomond im Dezember
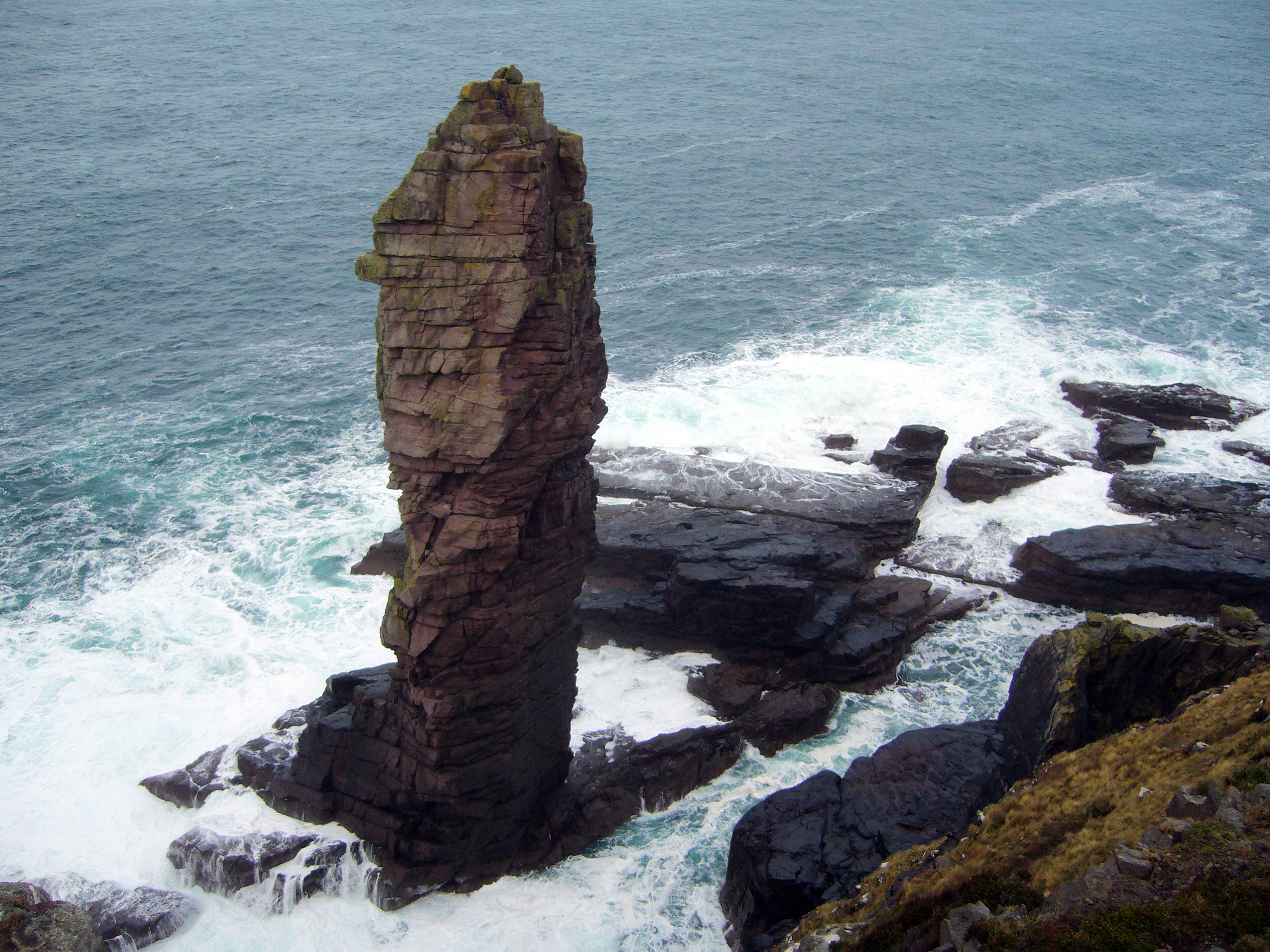
Old Man of Stoer an der Küste von Sutherland
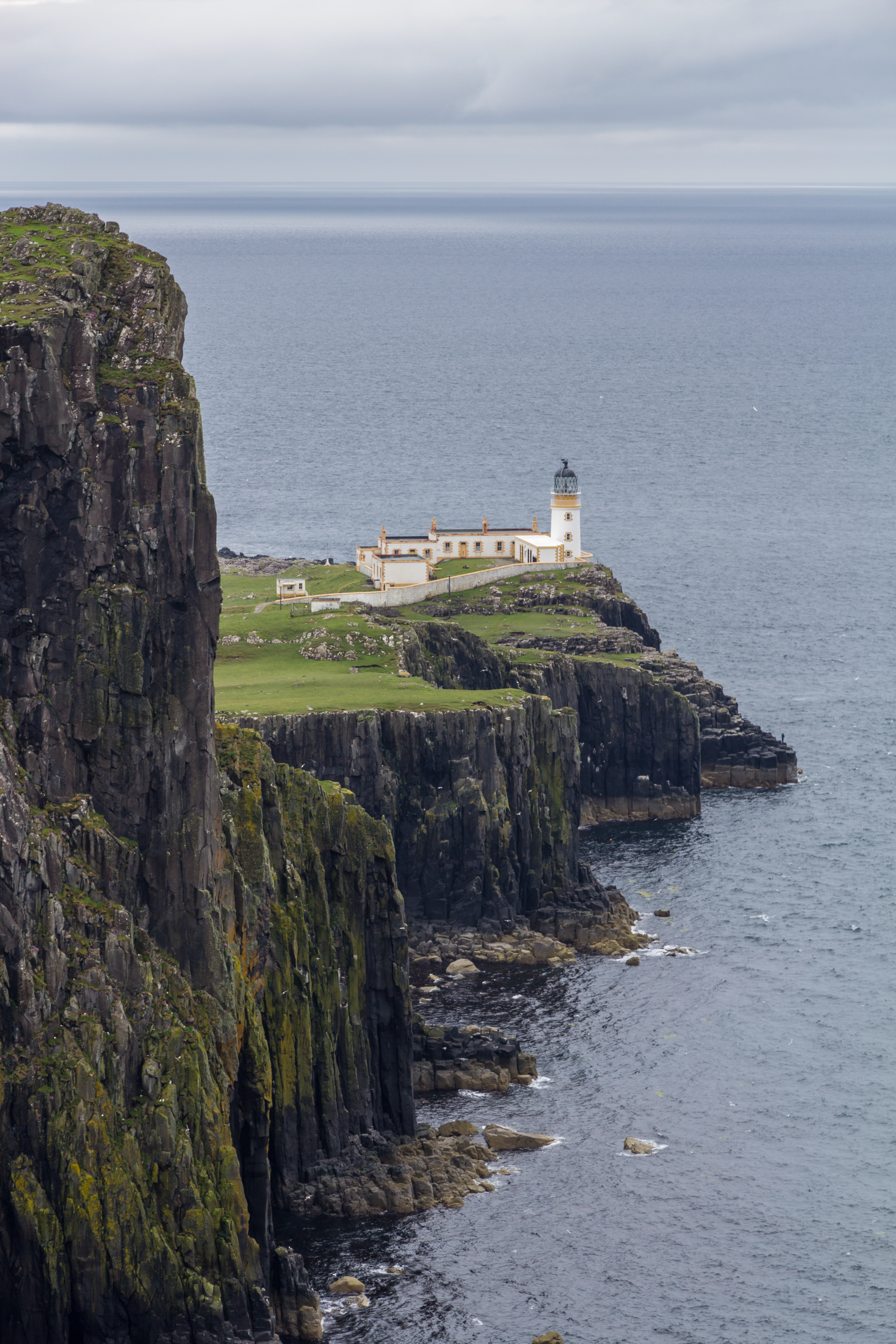
Neist Point (Lighthouse), Isle of Skye
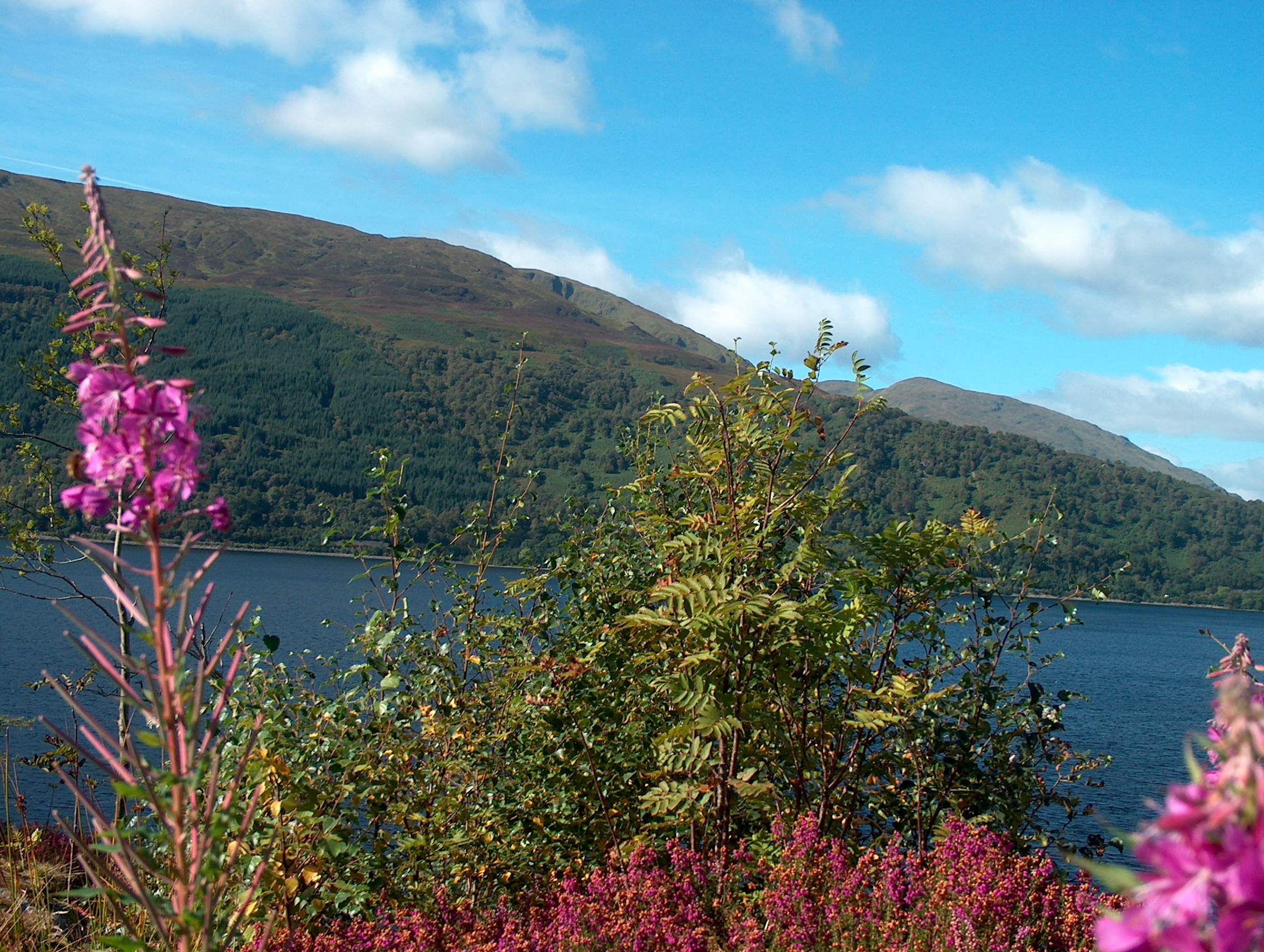
Natur (hier Schmalblättriges Weidenröschen) in den Highlands von Schottland
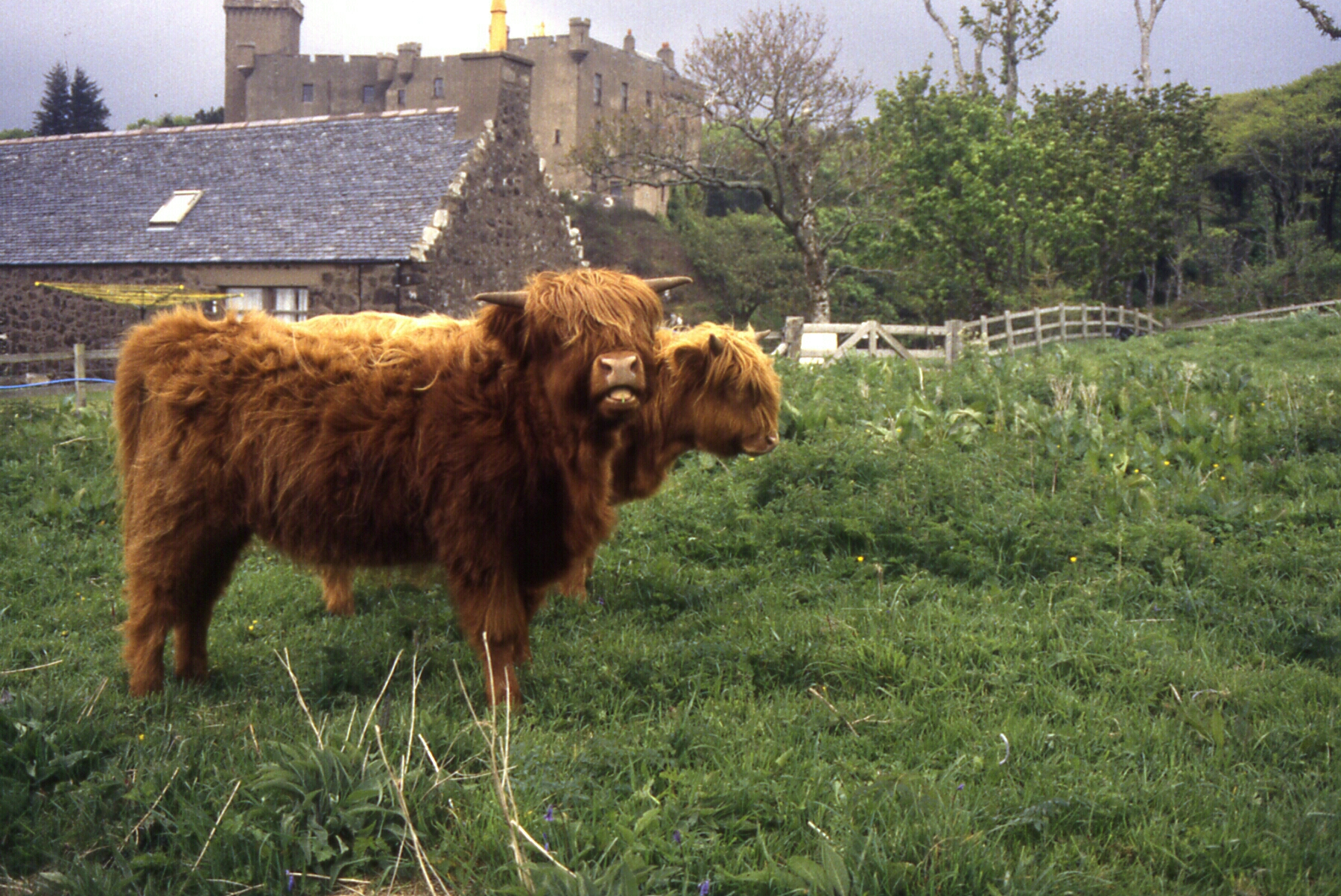
Schottische Hochlandrinder bei Dunvegan Castle auf der Insel Skye in Schottland
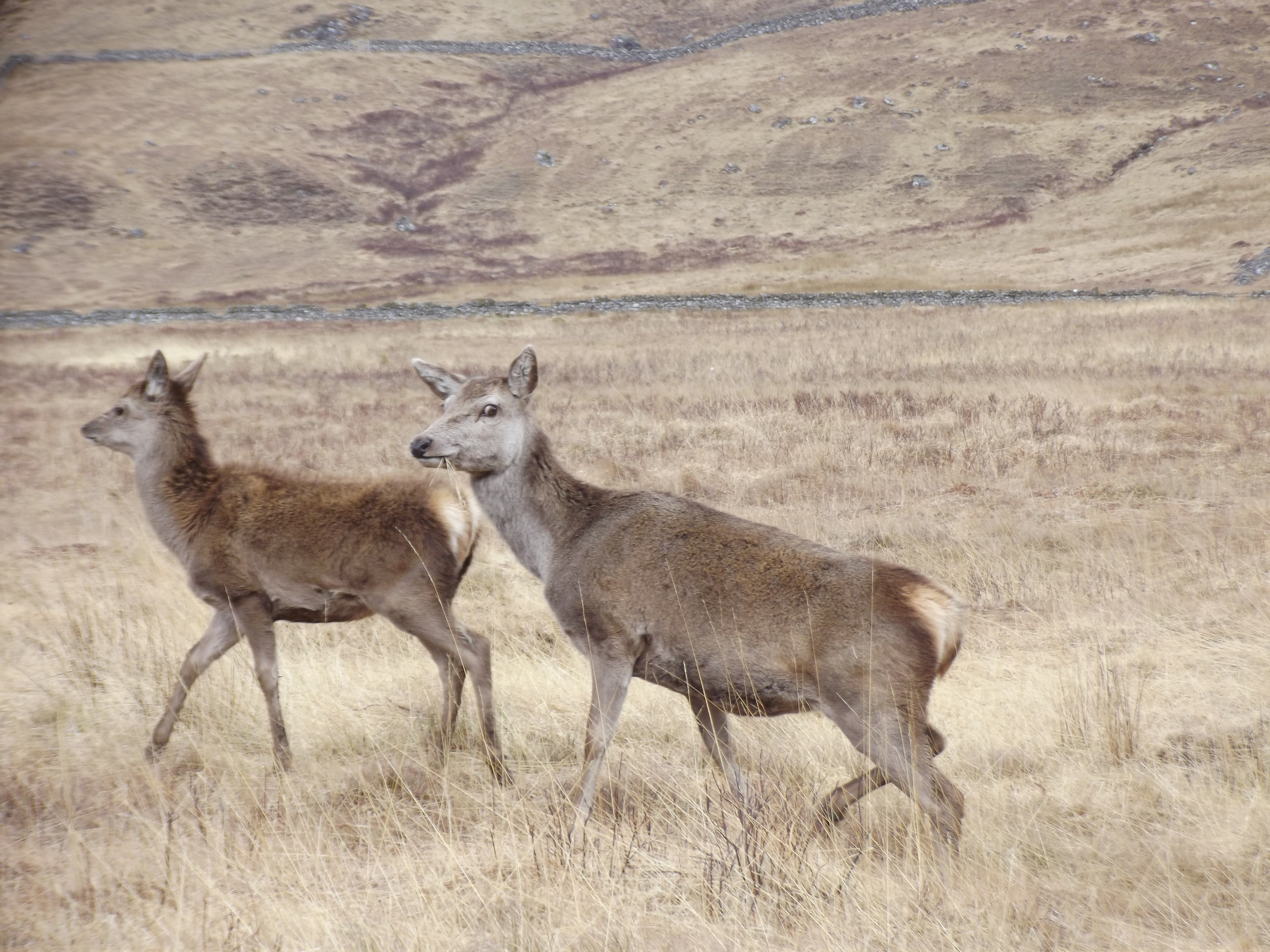
Rothirschkuh mit Kalb in den Highlands